# Buchengasse (Wien)
Die Buchengasse befindet sich seit 1874 im 10. Wiener Gemeindebezirk, Favoriten. Sie wurde 1872 benannt, als die Gasse östlich der Laxenburger Straße noch zum 4., westlich davon zum 5. Bezirk gehörte. Es sollen sich hier am Fuße des Laaer Berges Buchenwälder befunden haben und die Gegend wurde als Jagd- und Weidegrund genutzt. Im Gegensatz dazu soll aber nach dem Lexikon der Wiener Straßennamen von Autengruber die Baumart Buche (Fagus sylvatica) auf dem Laaer Berg nicht heimisch sein. 1875 und 1912 wurde die Buchengasse verlängert.

## Verlauf und Charakteristik
Die Buchengasse ist eine sehr lange Gasse mit 178 Hausnummern, die sich nahezu über die gesamte Breite des nördlichen Favoriten erstreckt. Sie beginnt im Osten an der Absberggasse und verläuft, einen Häuserblock weiter südlich, parallel zur Quellenstraße bis zur Triester Straße im Westen. Größtenteils wird sie als Einbahn geführt, – um Durchzugsverkehr zu verhindern, mit wechselnder Fahrtrichtung. Die Buchengasse wird vom Reumannplatz unterbrochen; westlich des Platzes weist sie 20 Häuserblöcke auf, östlich von ihm sieben.
Die Buchengasse ist vollständig von Wohnhäusern gesäumt und berührt lediglich beim Laubeplatz eine Parkanlage. Es gibt keinerlei öffentliche Verkehrsmittel, allerdings sind solche überall in unmittelbarer Nähe. Vor allem im östlichen Gassenteil stammen einige Häuser noch aus der Gründerzeit vom Ende des 19. Jahrhunderts, ansonsten vom Beginn des 20. Jahrhunderts und eher im Westen auch aus der Zeit nach 1945 und aus neuester Zeit.

## Bemerkenswerte Gebäude

### Nr. 7–9: Kleinwohnungsanlage
Diese Kleinwohnungsanlage wurde 1912 nach Plänen von Otto Richter und Leopold Ramsauer errichtet. Es handelt sich um vier quergestellte Wohnblöcke die in der Mitte durch einen Ladentrakt verbunden sind. Bemerkenswert daran ist, dass diese Wohnanlage bereits Merkmale des kommunalen Wohnbaus der Zwischenkriegszeit vorwegnimmt, auf das Gangküchensystem verzichtet und die Wohnungen vom Treppenhaus aus erschlossen werden. Die Anlage ist mit dem benachbarten Arbeiter-Cottage Favoriten von der Stadt Wien zur baulichen Schutzzone Arbeitercottage-Kiesewettergasse zusammengefasst. 

### Nr. 30: Steinrelief mit Jagdszene
Am Wohnhaus Nummer 30 befindet sich ein Steinrelief, das auf die mutmaßliche Namensgebung der Buchengasse Bezug nimmt und die ehemals hier bestehenden Jagd- und Weidegebiete symbolisiert.

### Nr. 42: Relief Geburt Christi
Auf dem hier befindlichen Wohnhaus ist ein Steinrelief mit der Geburt Christi zu sehen. Es wurde 1967 von G. Zauner geschaffen.

### Nr. 61: Blumenmosaik
Das hier befindliche Wohnhaus trägt ein großes Blumenmosaik, gezeichnet mit L. C. Pfeffer.

### Nr. 65: Wohnhaus mit Skulptur
Am Wohnhaus befinden sich die Skulptur eines Schmiedes von Adolf Wagner von der Mühl aus dem Jahr 1960.

### Nr. 66: Pferdebahn
Am Haus Nr. 66 erinnert eine Plakette von Mario Petrucci daran, dass hier zwischen 1873 und 1899 die Endstation der Pferdebahn war.

### Nr. 67: Roter Hof
An dieser Stelle befand sich der Rote Hof, ein Freihof und eines der ältesten Gebäude auf dem Boden von Favoriten. Nach ihm wurde die benachbarte Rotenhofgasse benannt. Das heruntergekommene Gebäude wurde 1903 abgerissen.

### Nr. 77: Postamt
Das Postamt an der Ecke zur Columbusgasse wurde 1928 / 1929 nach Plänen von Josef Aicher und Alfred Gerger errichtet. Es handelt sich um einen bemerkenswerten kubisch-blockhaften Bau, dessen fünfgeschoßige, vertikal gegliederten Fronten gegen das überhöhte, horizontal gegliederte Stiegenhaus abgesetzt sind.

### Nr. 95–97 ehemalige Maschinenfabrik Luzzatto
Zwischen Siccardsburggasse und Leebgasse befindet sich die ehemalige Maschinenfabrik M. Luzzatto. Sie wurde 1906/07 nach Plänen von Ludwig Schmidl erbaut. Der Sichtziegelbau birgt eine dreischiffige Werkshalle mit Galerien. Die Längs- und Querschifffronten sind übergiebelt und durchfenstert. Die Dachflächen sind zum Teil verglast. Im Inneren befinden sich Holztramdecken auf Gusseisenständern. Das Gebäude steht unter Denkmalschutz

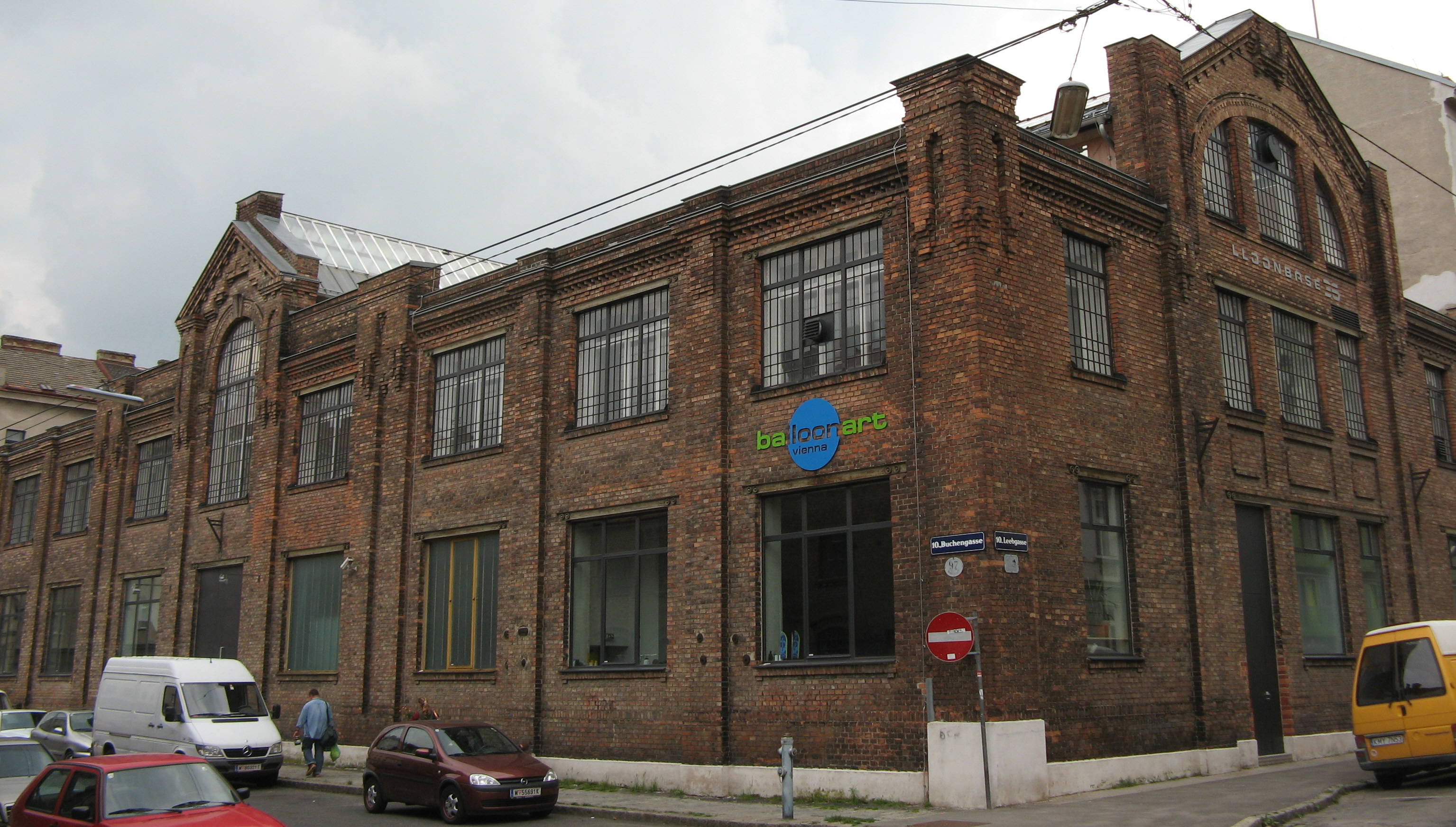
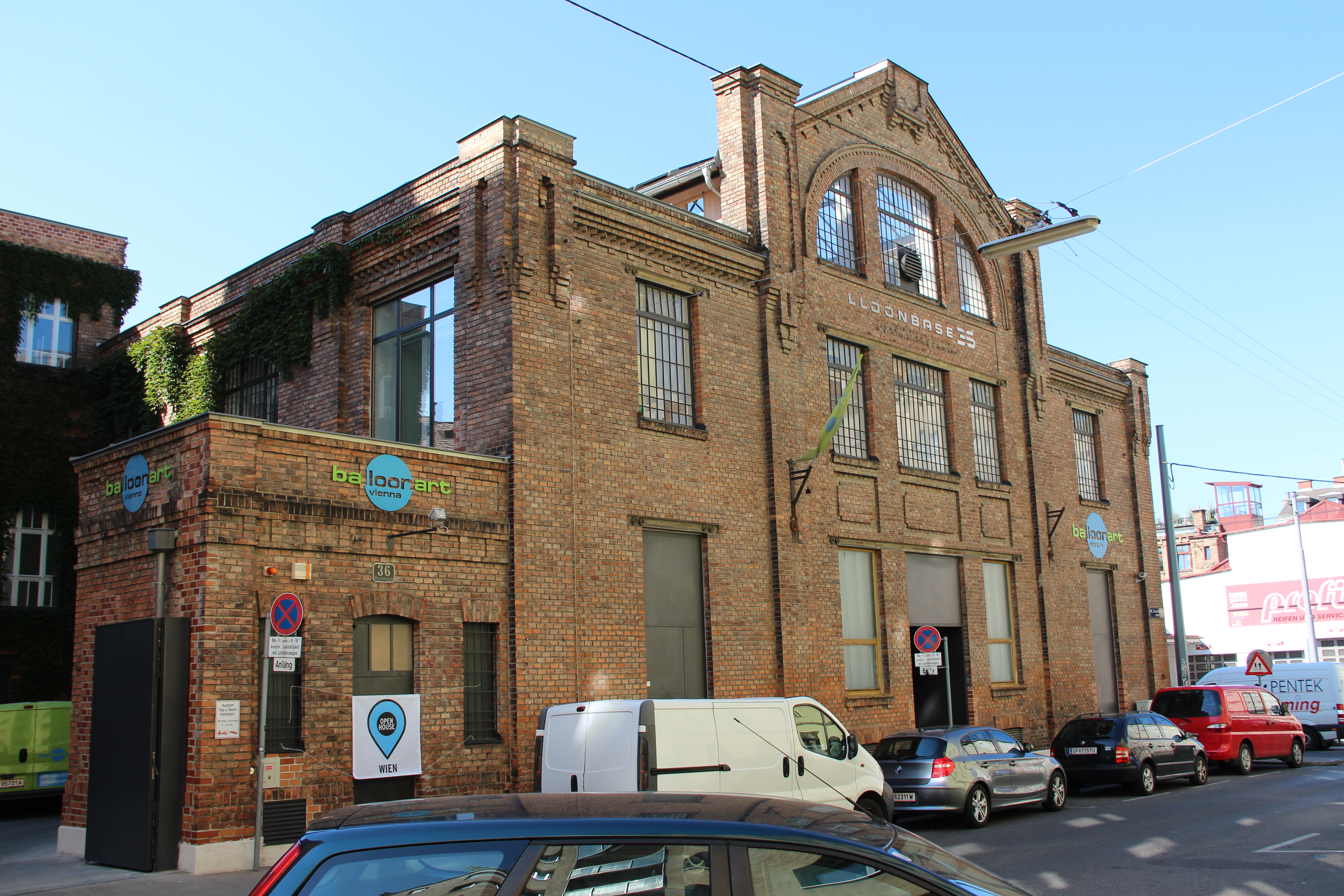
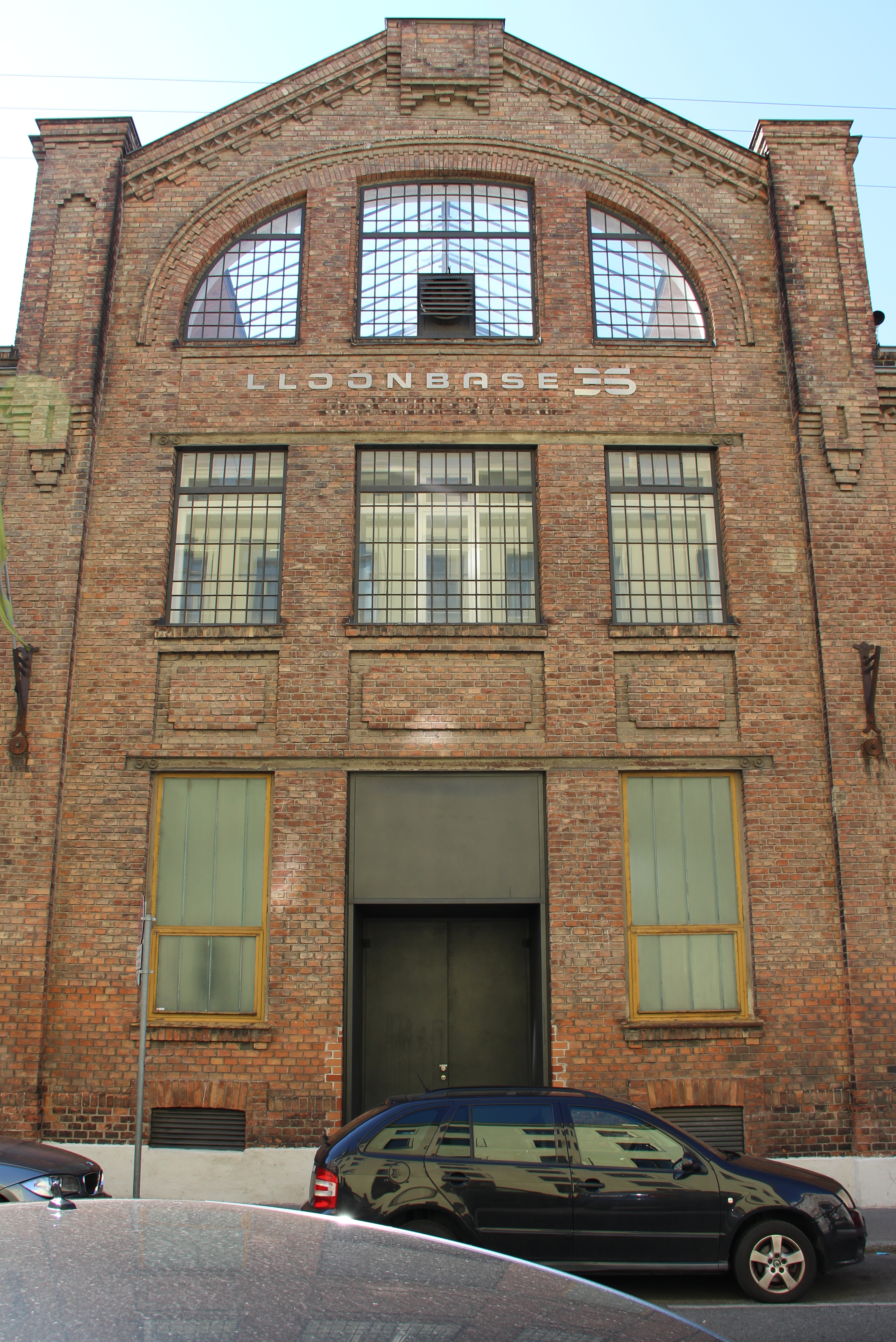
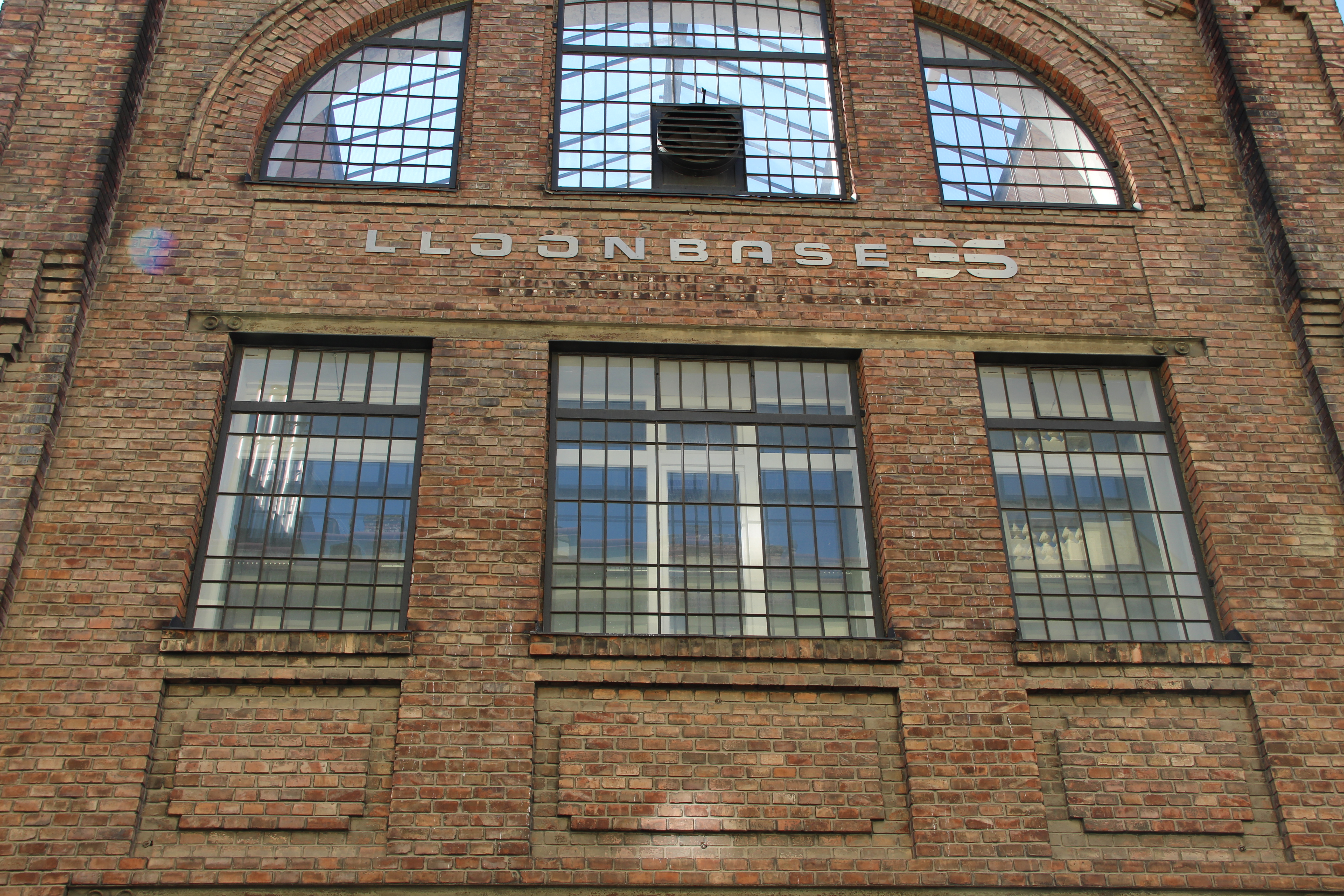
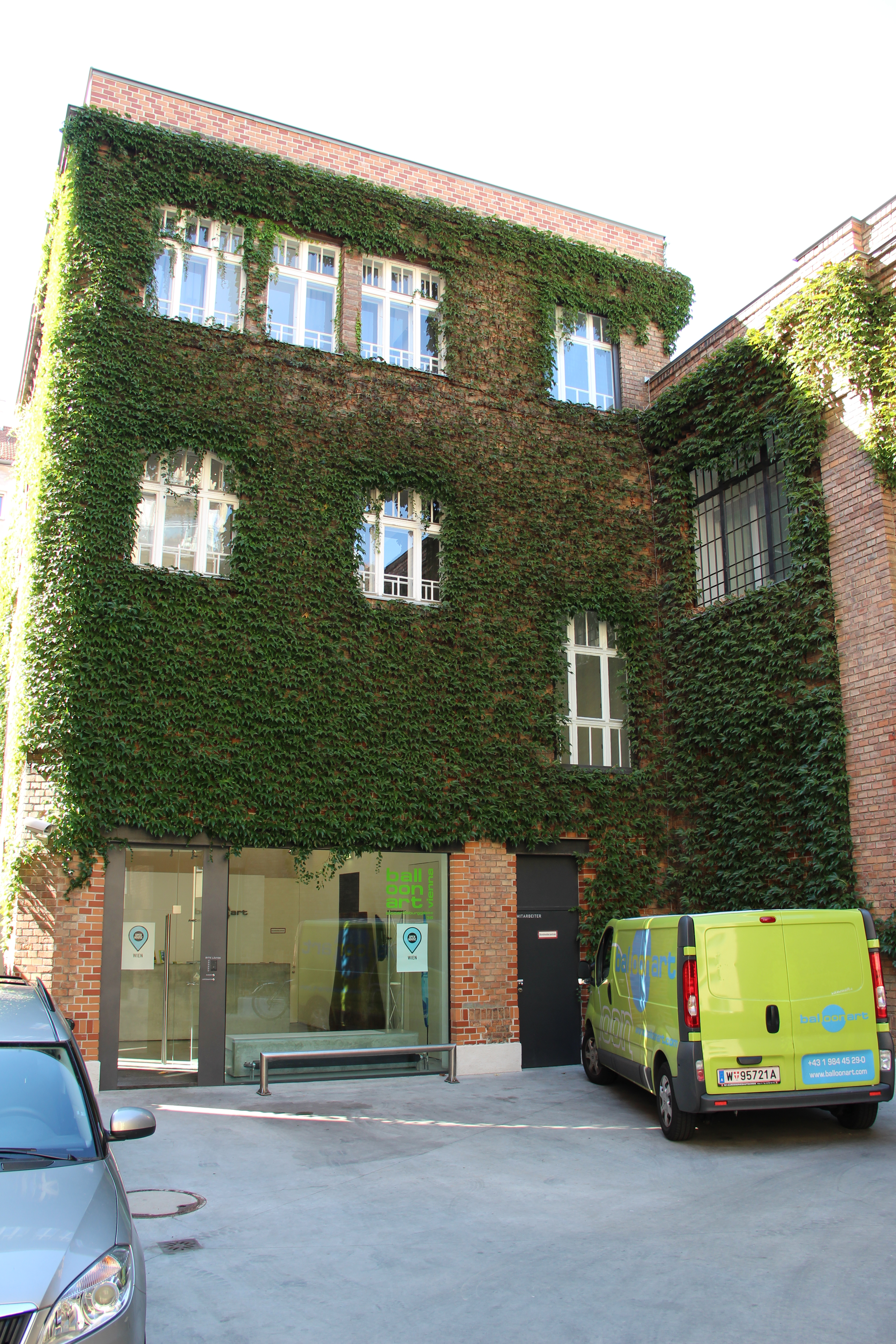
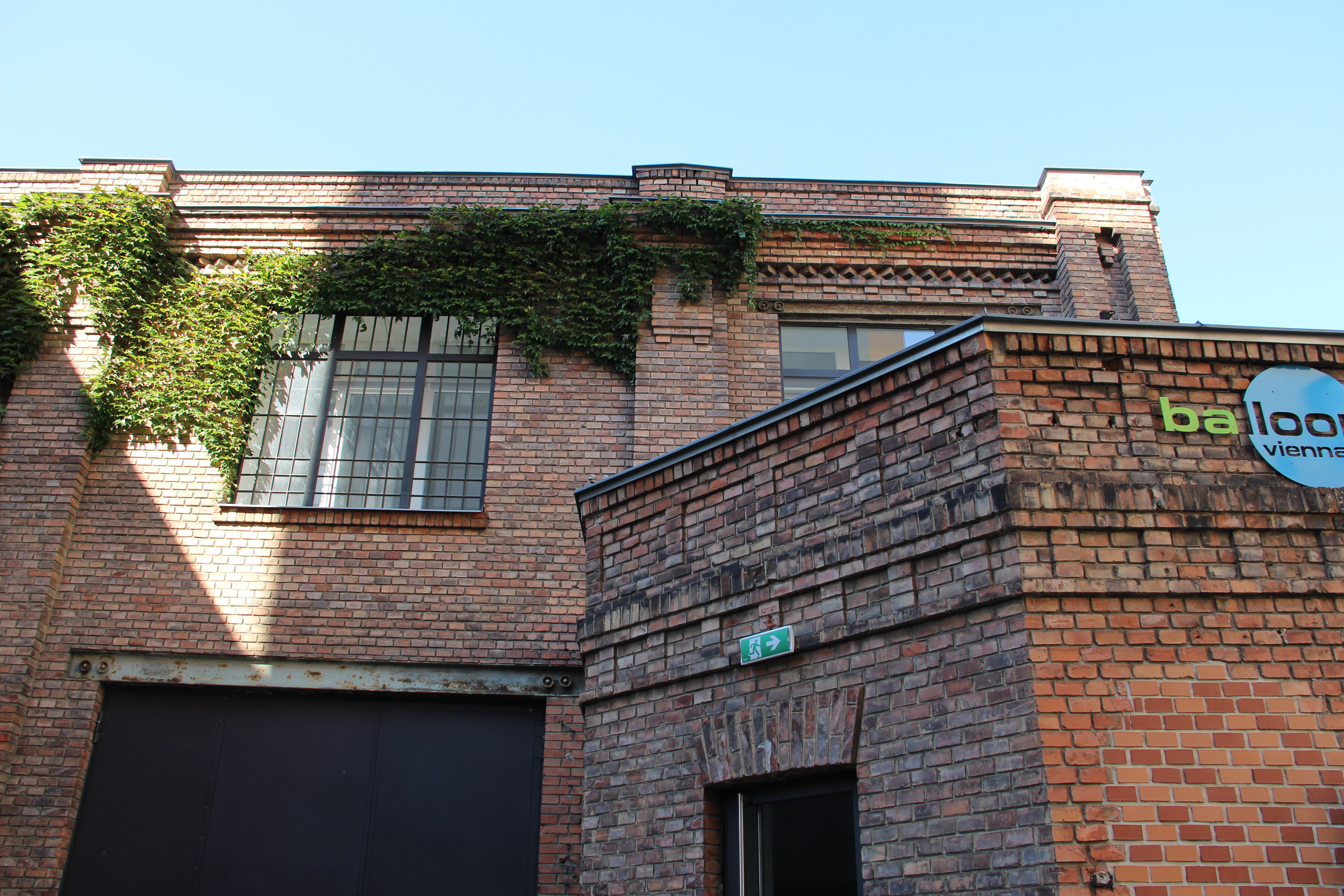
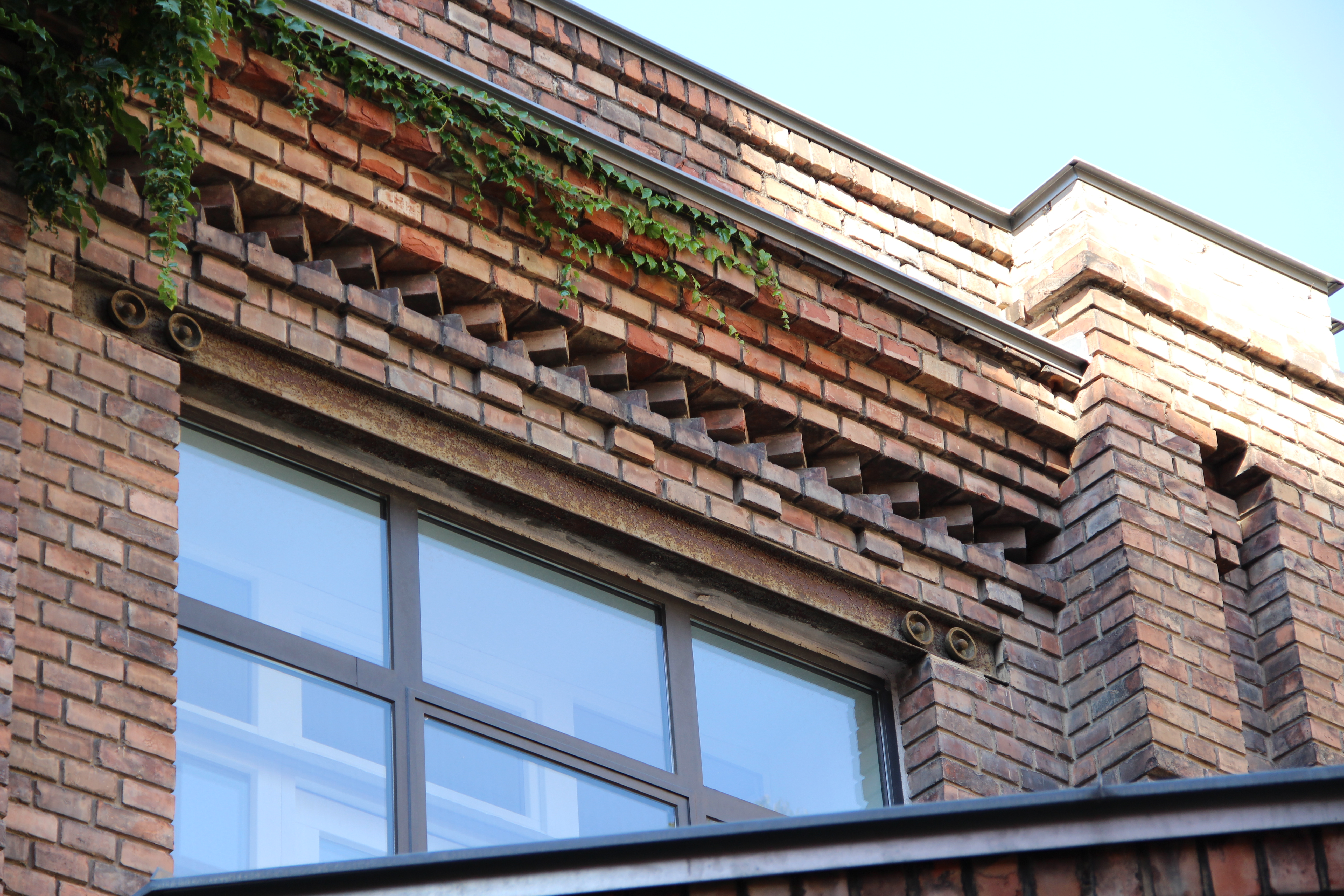
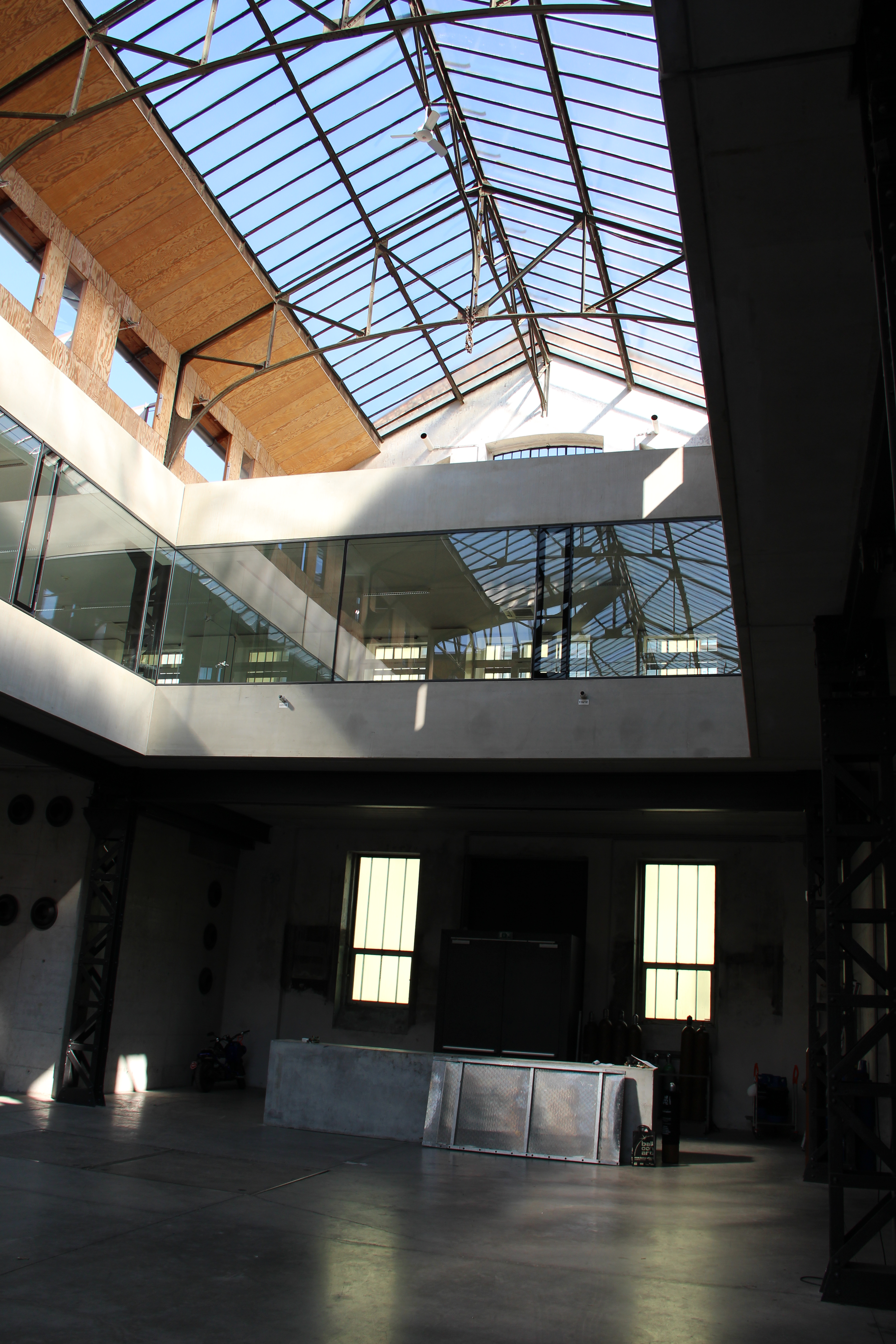

### Nr. 108: Pfarrkirche Dreimal Wunderbare Muttergottes
Gräfin Wenckheim erwarb 1910 hier ein Wohnhaus, das als Heim für heimatlose Mädchen diente. Darin befand sich eine Kapelle, die der Mater Ter Admirabilis geweiht war. 1931 übernahm der Allgemeine Wiener Kirchenbauverein das Haus mit der mittlerweile baufälligen Kapelle. 1933 errichteten die Architekten Robert Kramreiter und Leo Schmoll den heutigen Kirchenneubau. Die Kirche wurde 1942 zur Pfarrkirche Dreimal Wunderbare Muttergottes erhoben.
Die schlichte Giebelfront besitzt eine hohe rundbogige Portalnische, die ein abgestuftes Sichtziegelgewände zeigt. Über dem Portal befindet sich ein Mosaikbild mit Kreuz und Heiliggeisttaube. Neben dem Eingang ist ein Holzkruzifix aus der Bauzeit. Auf dem anschließenden Pfarrhaus sind weitere zwei Mosaikbilder zu sehen, die den Heiligen Christophorus und das Alpha und Omega zeigen.
Das Innere besteht aus einem kleinen Rechtecksaal mit einer Orgelempore. Der Hochaltar ist aus Carrara-Marmor. Rundfenster zeigen Heilige, eine Pieta und die Verkündigung an Maria, das Lünettenfenster die Madonna mit Kind. Der künstlerisch wertvolle Kreuzweg ist eine Grödner Schnitzarbeit des Bildhauers Amler. Auf der Empore befinden sich eine russische Marienikone und ein Marienbild aus der ehemaligen Kapelle, beide aus dem 19. Jahrhundert. Die Kirche steht unter Denkmalschutz.

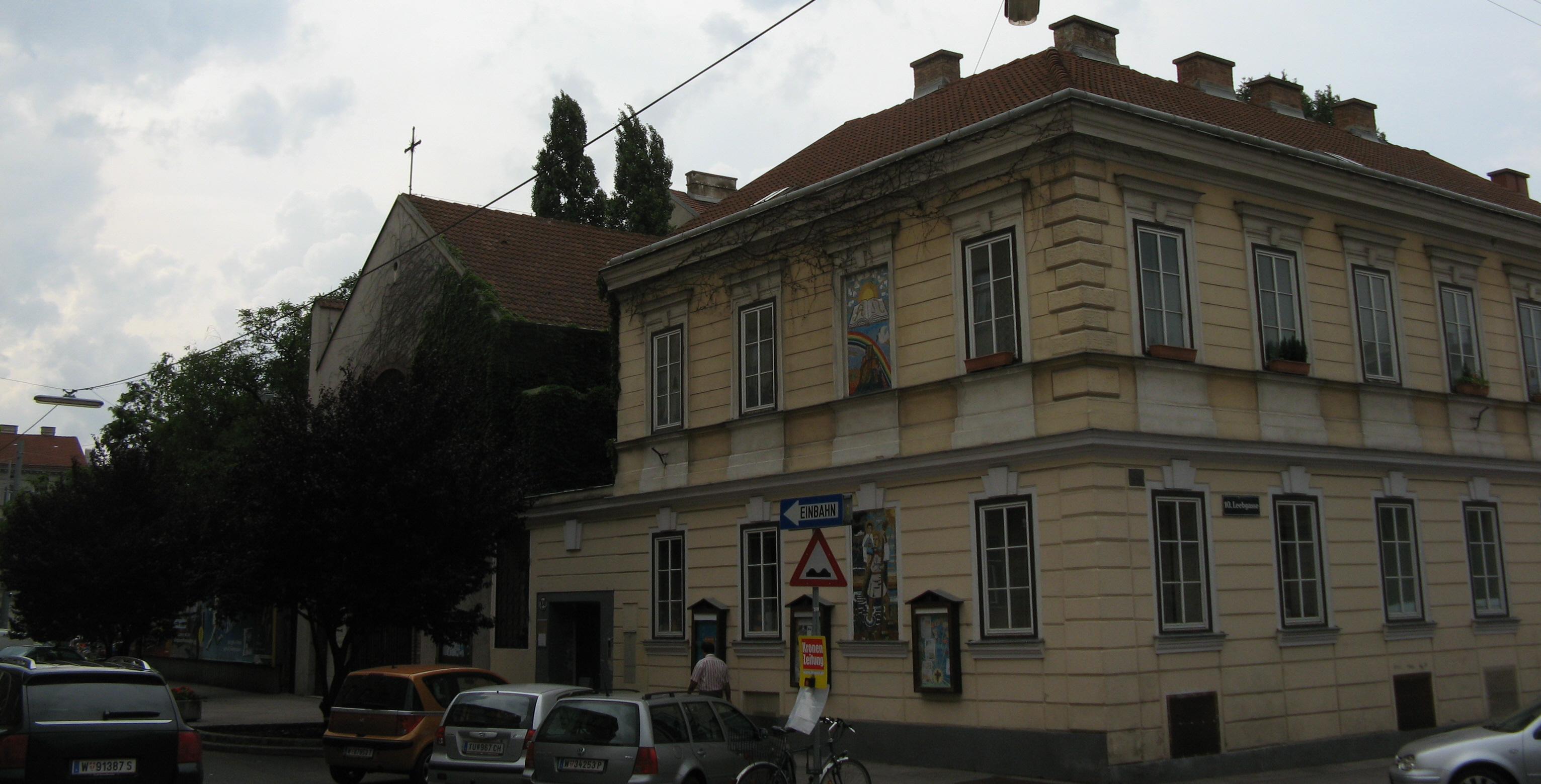
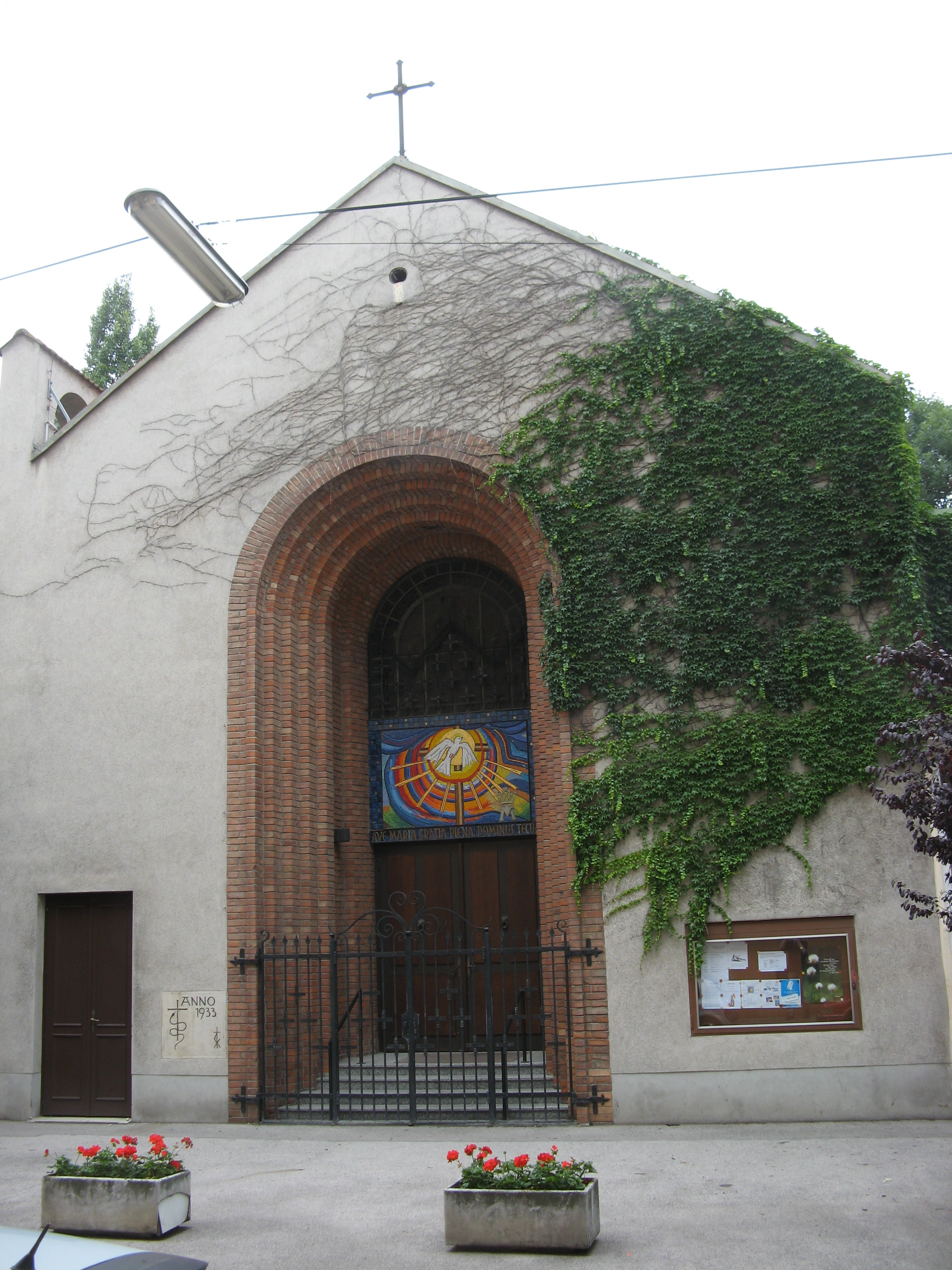
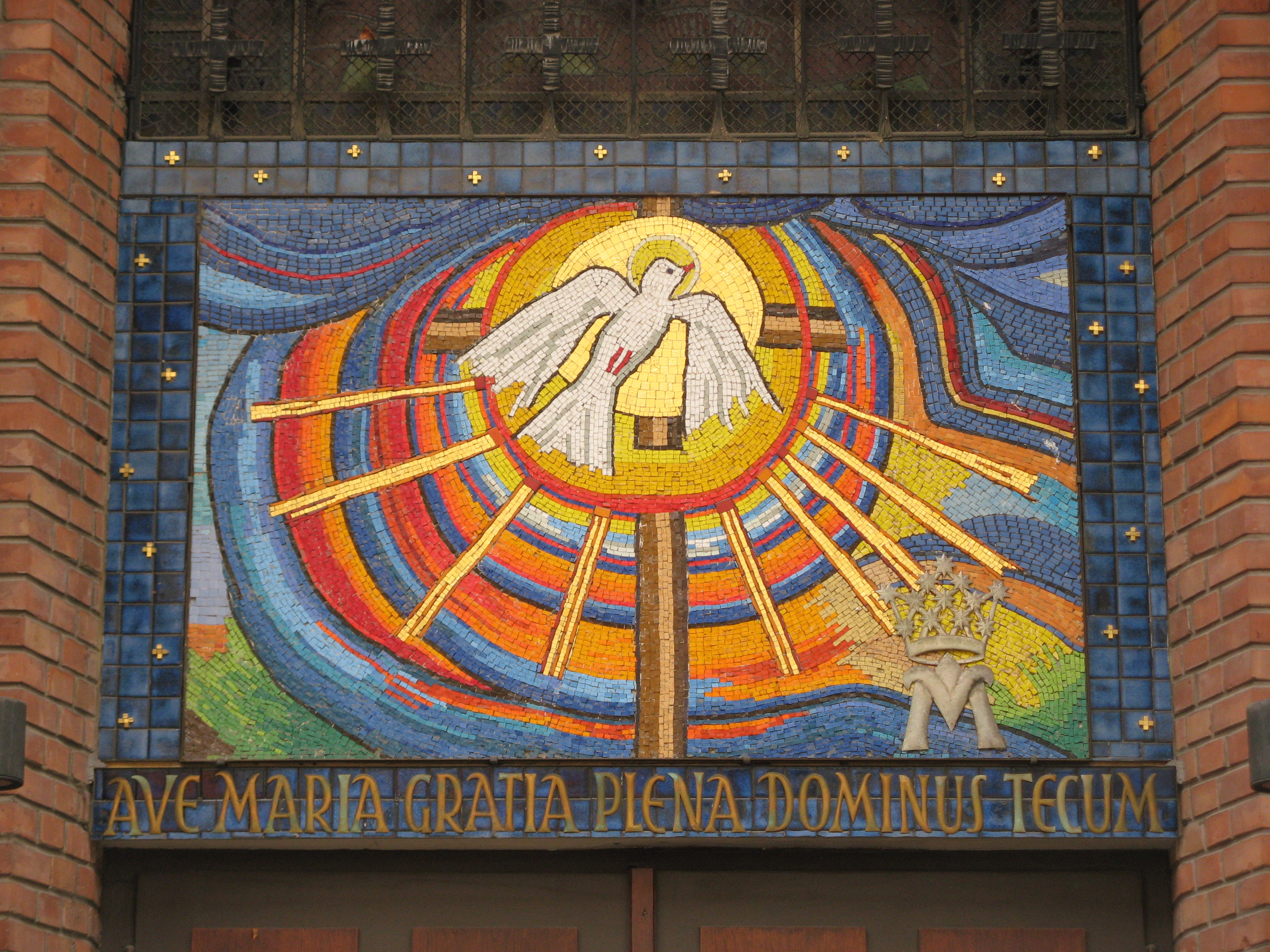
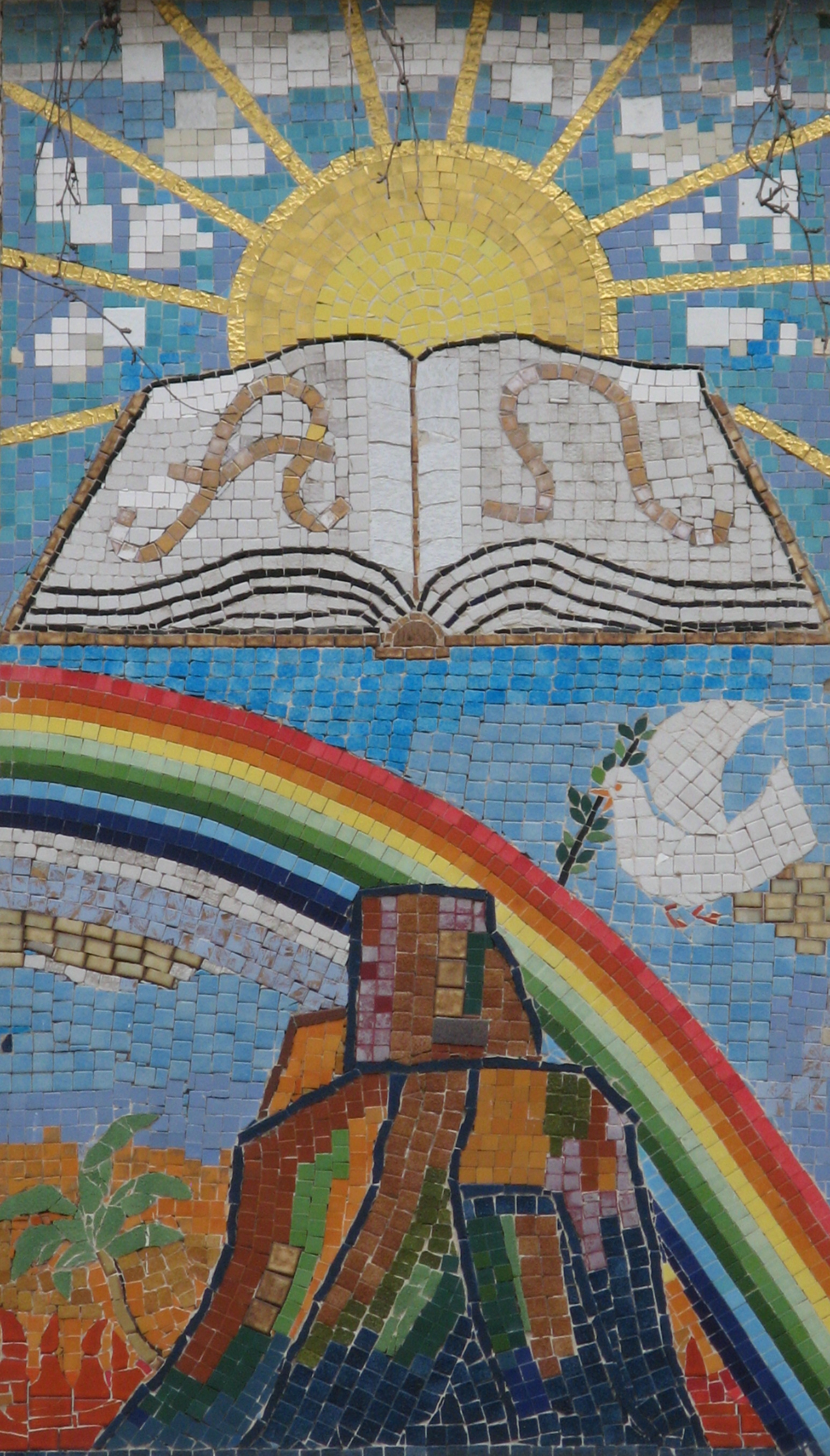
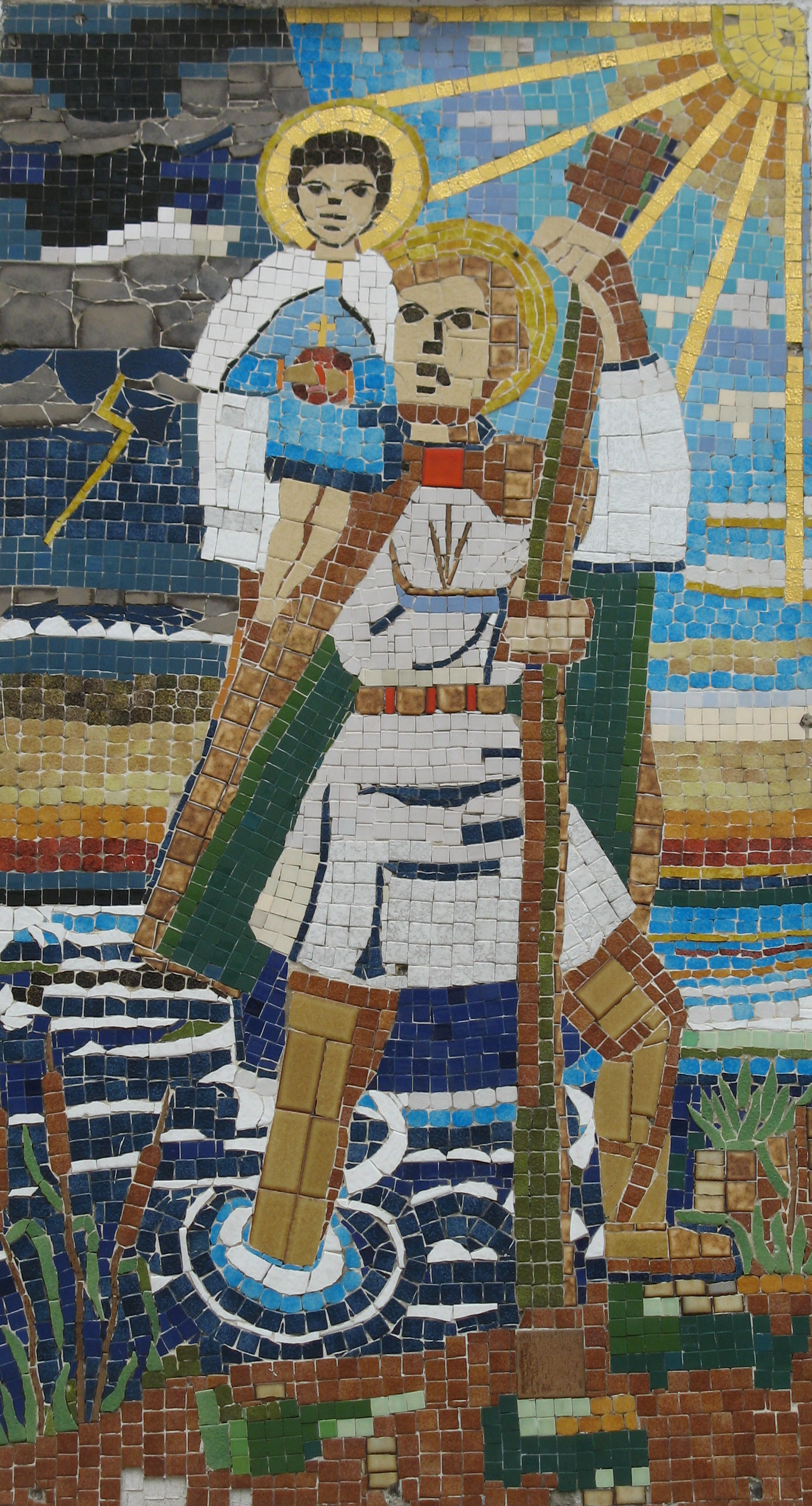
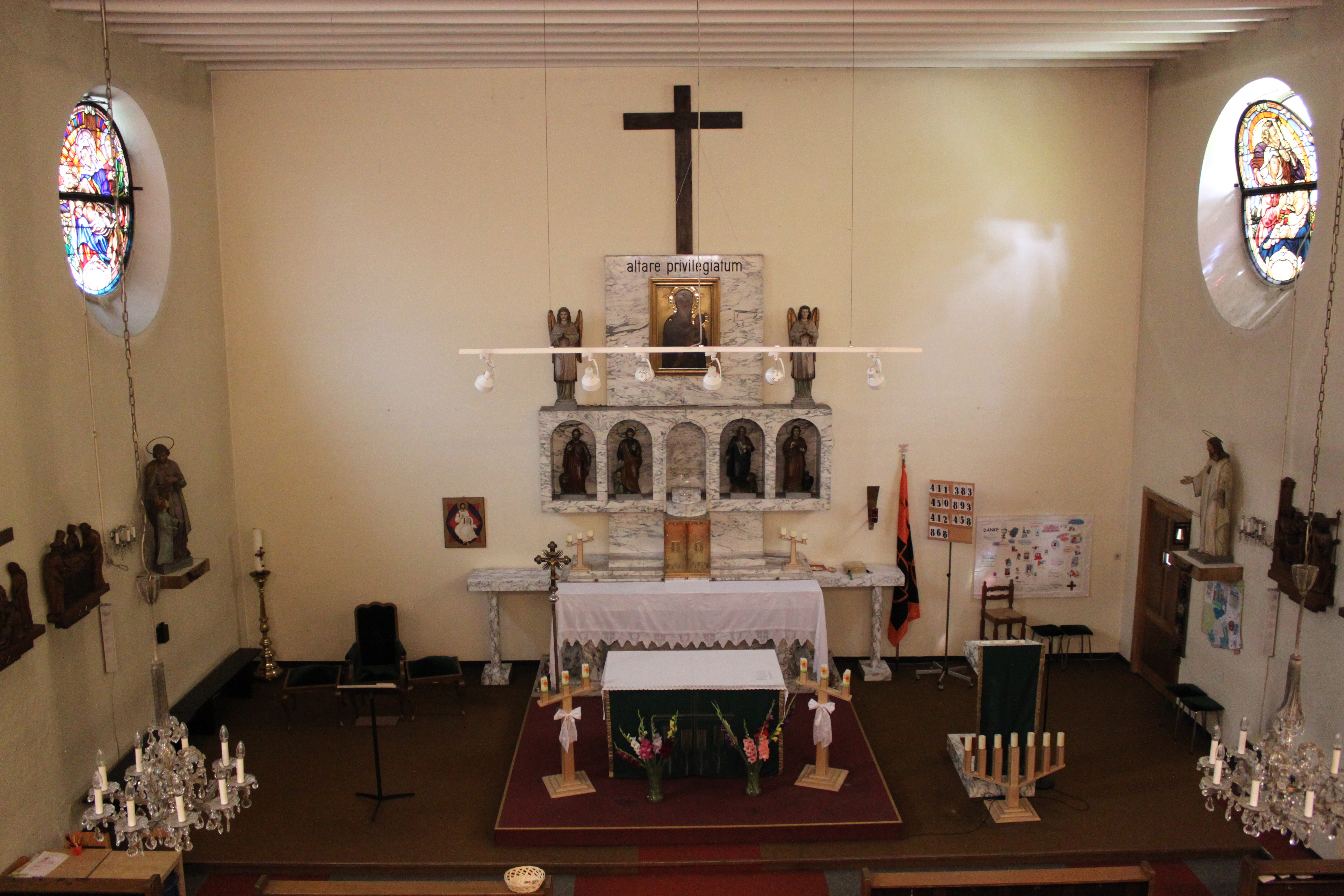
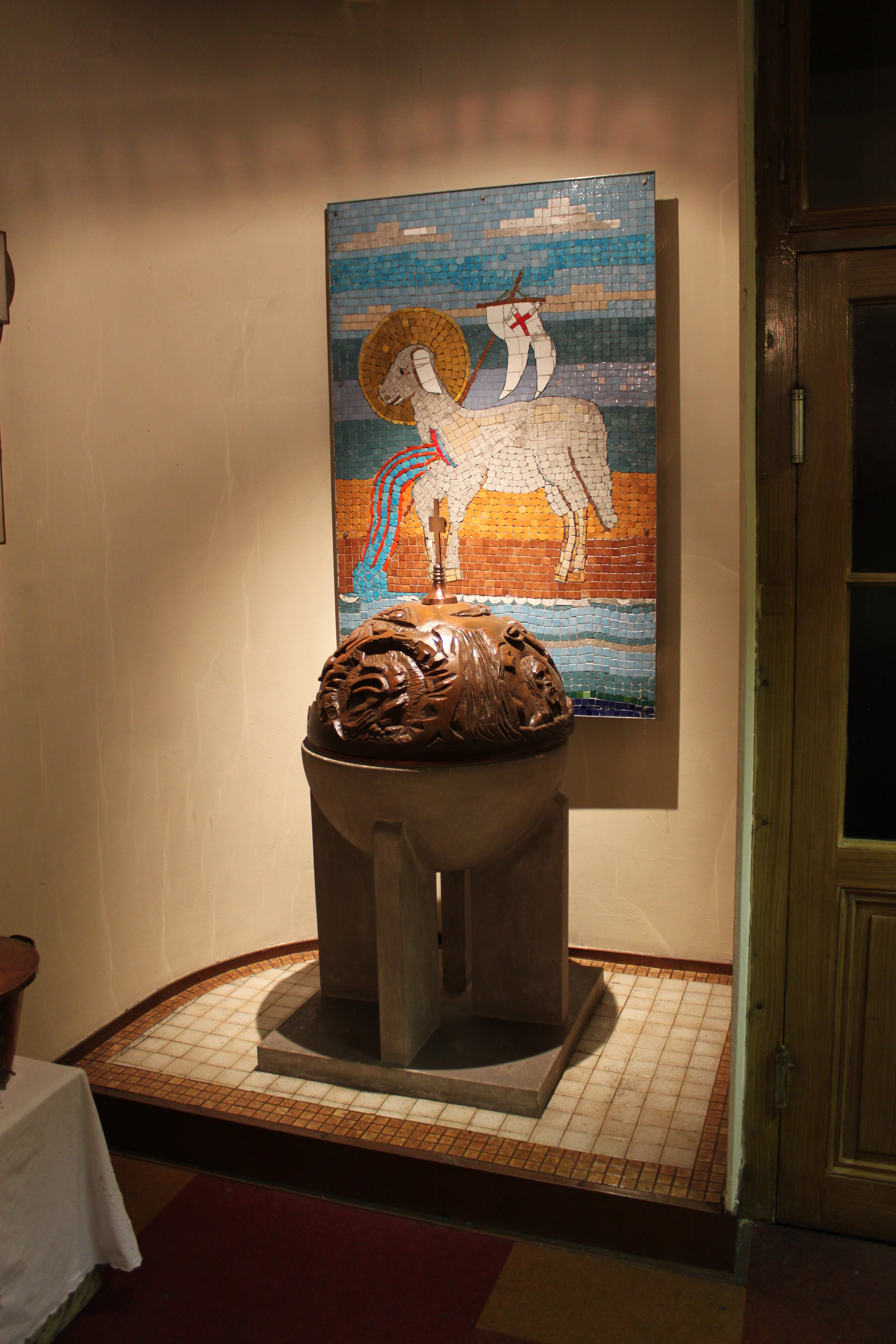
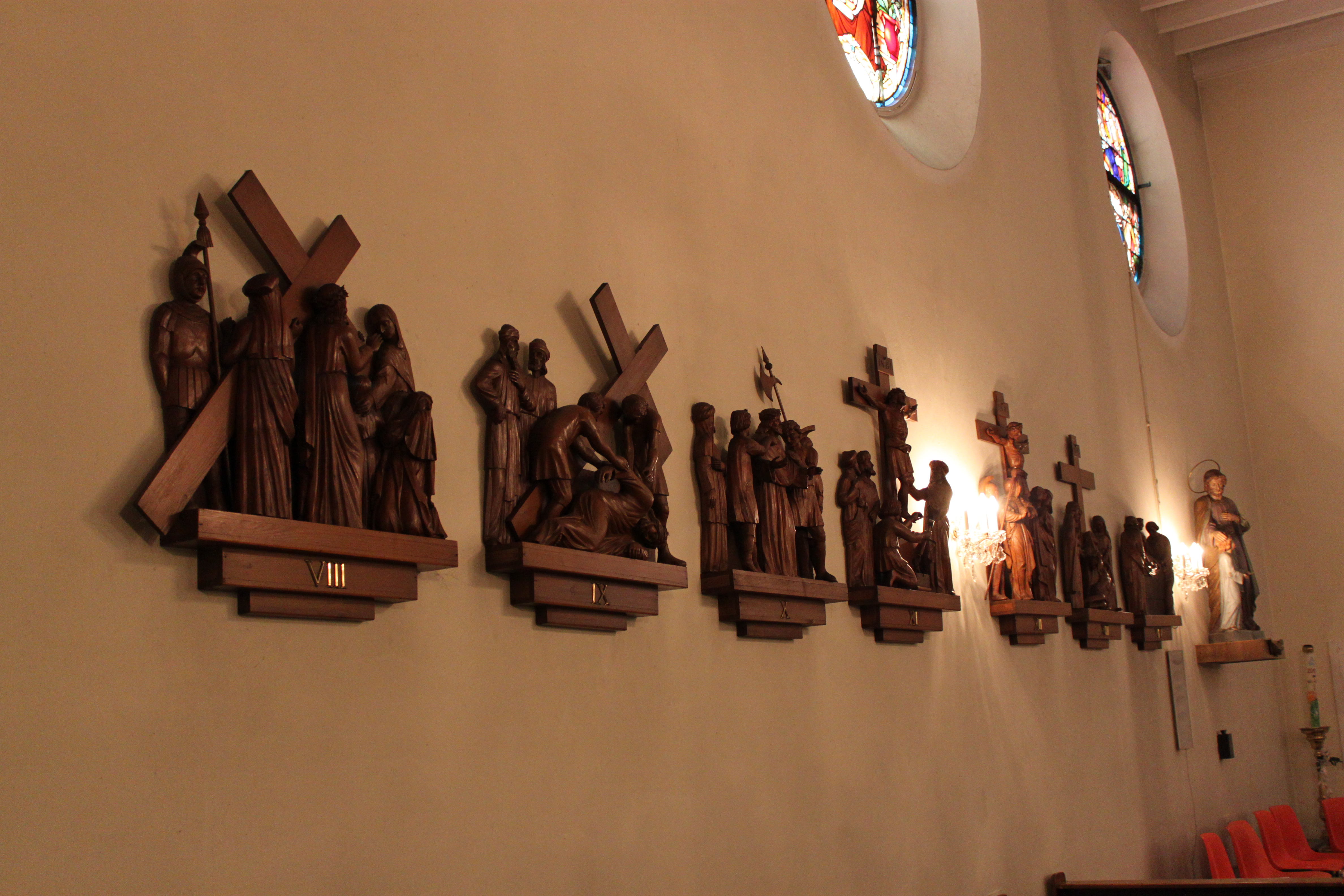
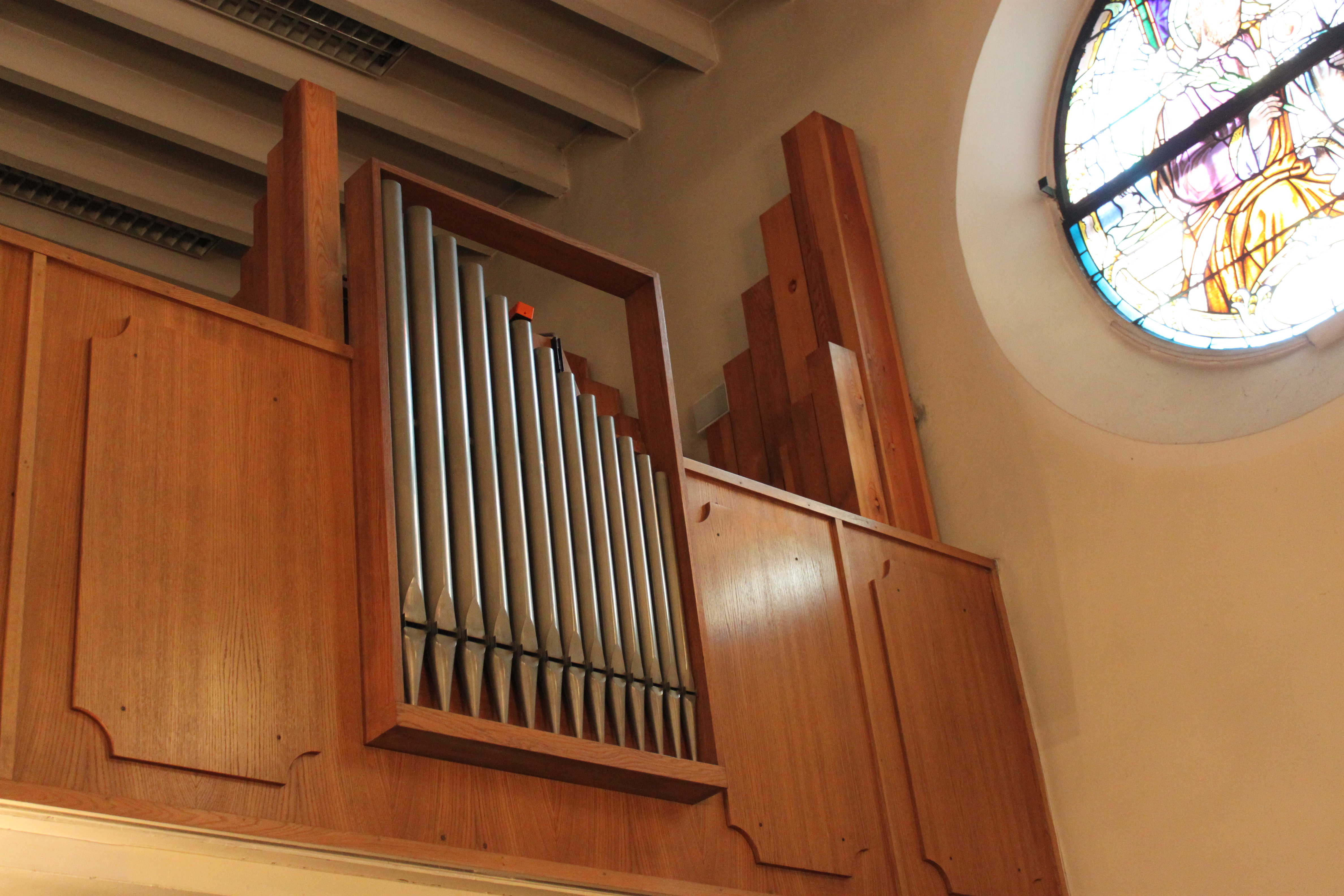

### Nr. 131–133: Wohnhausanlage
Diese Wohnhausanlage wurde 1974 nach Plänen des Architekten Herbert Ursprunger errichtet. Die lebhafte Straßenfassade wird durch Balkone, Loggien, Erker und Dachterrassen sowie durch die Farbgebung akzentuiert. Die gesamte Liegenschaft umfasst 1700 m².

### Nr. 139: Mosaikbild
Auf diesem Wohnhaus befindet sich ein großflächiges Mosaikbild (36 m²) von Wolfgang Hutter aus dem Jahr 1958. Es zeigt Pflanzen und Gestirne und steht unter Denkmalschutz.

### Nr. 158: Friedenskirche
1914 entstand hier eine Seelsorgestation, die 1922 in eine Notkirche umgewandelt wurde. 1924 übernahmen die Pallottiner die Kirche und veranlassten 1934/35 den heutigen Neubau, der nach Plänen von Robert Kramreiter errichtet wurde. 1935 wurde sie zur Pfarrkirche erhoben, die Maria, der Königin des Friedens geweiht ist. Die Innenausstattung entstand ab 1942.
Das Gebäude wurde in Eisenbetonbauweise errichtet und verbindet die Kirche organisch mit dem Kloster, dem Pfarrsaal und der Pfarrkanzlei. Die Kirche selbst gliedert sich in einen Portalbau, ein Mittelschiff mit niedrigeren Seitenschiffen, das Presbyterium mit seitlicher Sängerempore und eine weitausladende Apsis. Unter dem Presbyterium befindet sich ein Theater- und Kinosaal. Die Türme flankieren als Pylonen das Eingangsportal. Da die Seitenschiffe nicht durch Stützen abgeteilt sind, erweckt der Innenraum den Eindruck einer Halle. Der Altar ist erhöht und von allen Seiten gut sichtbar. Dahinter befindet sich ein Fresko, das Christus den Weltenkönig darstellt, und 1948 von Albert Ferenz geschaffen wurde. Am linken Seitenaltar ist das Gemälde Der gute Hirte von Alfred Gottwald aus dem Jahr 1942, am rechten Seitenaltar das Hochaltarbild der alten Kirche, Maria, Königin des Friedens, von Wilhelm August Rieder aus dem Jahr 1851 zu sehen. Glasfenster stellen die neun Chöre der Engel dar, die Glasfenster darunter die sieben Sakramente. Charlotte Klima schuf die Mosaikverkleidung der Kanzel, den göttlichen Logos darstellend. Bemerkenswert sind auch die Holzgemälde über den Beichtstühlen. Die Kirche Pfarrkirche Königin des Friedens steht unter Denkmalschutz.
Vor der Kirche beziehungsweise vor dem gegenüberliegenden Wohnhaus Nummer 141 befindet sich ein Brunnen von Wander Bertoni aus dem Jahr 1959.

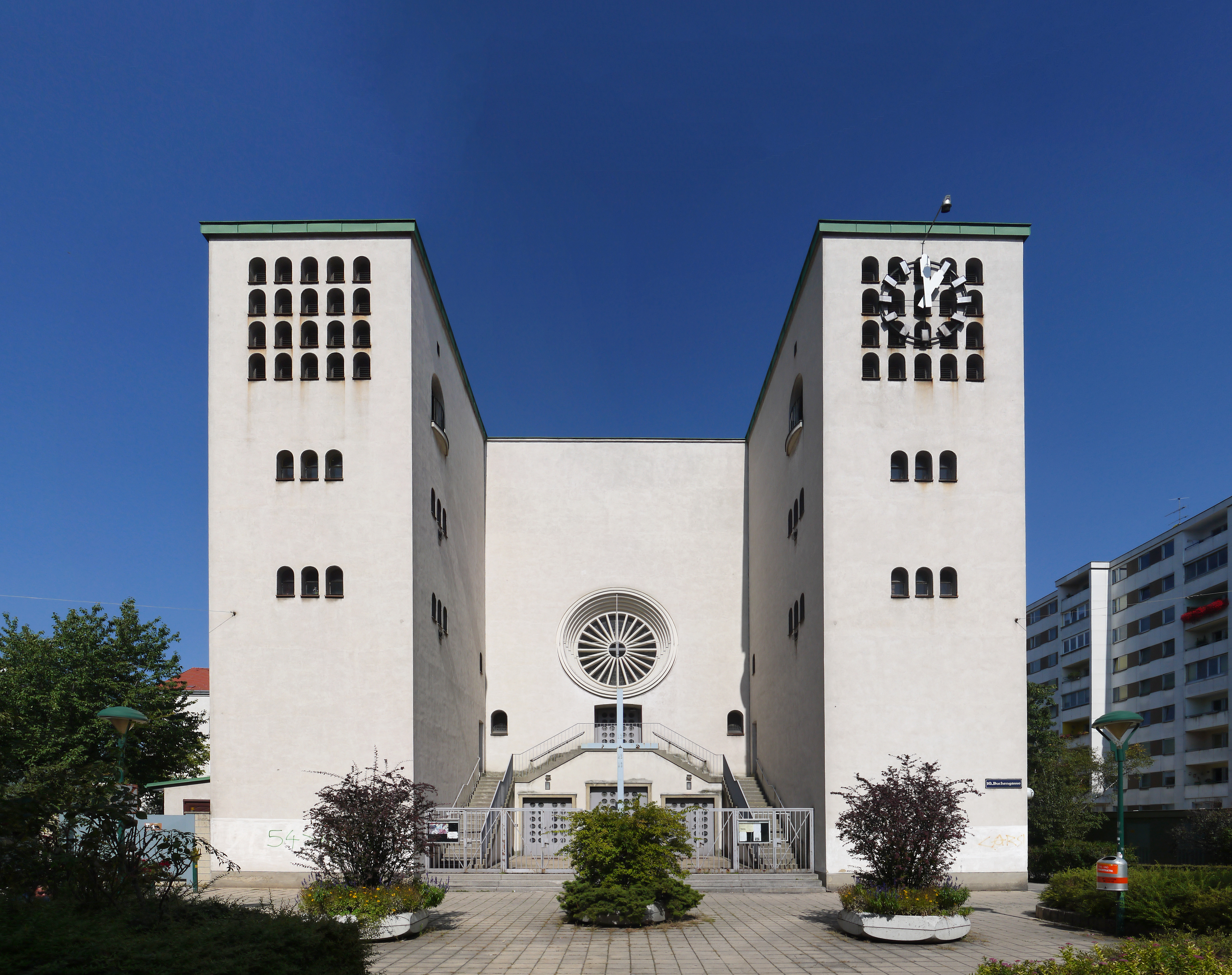
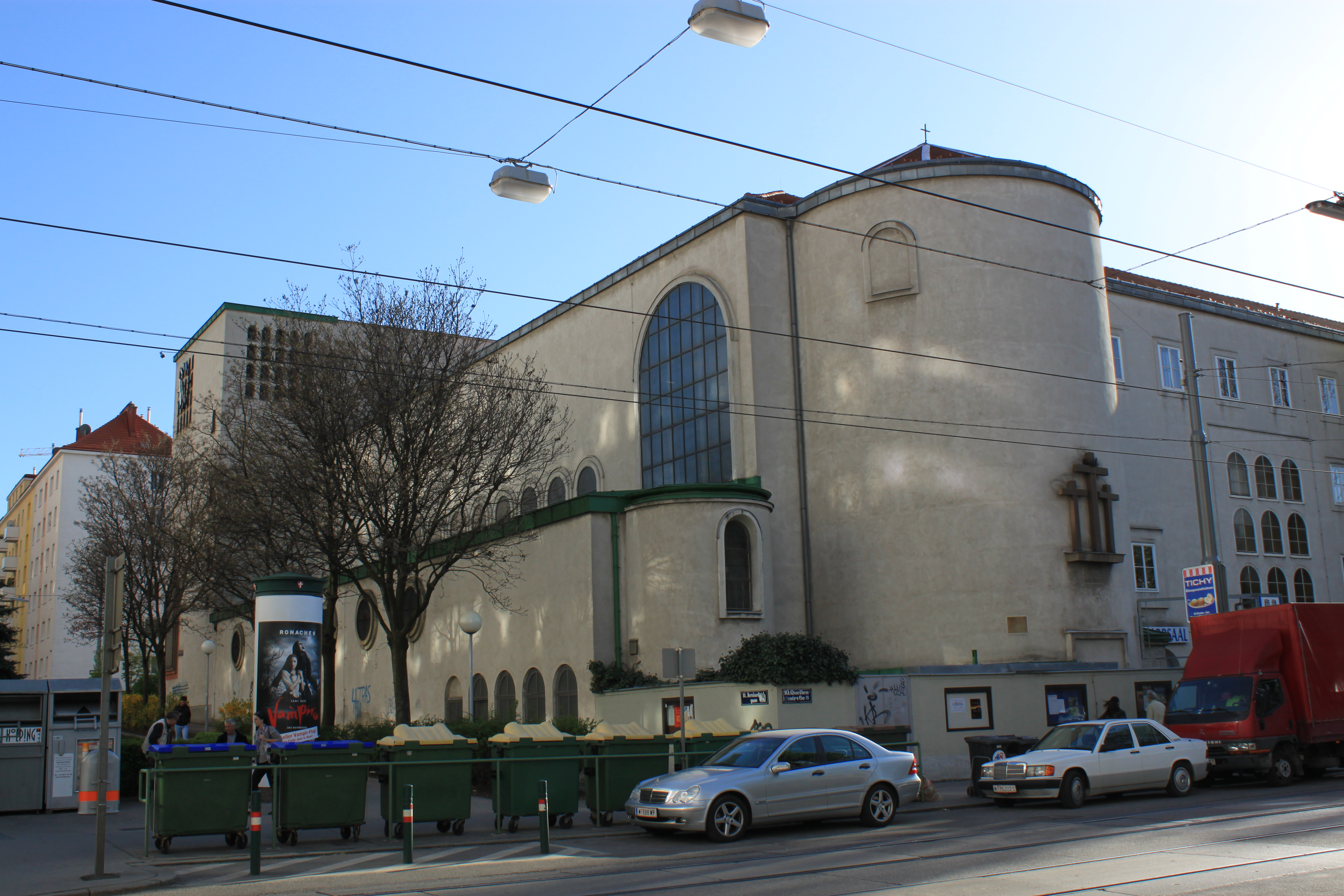
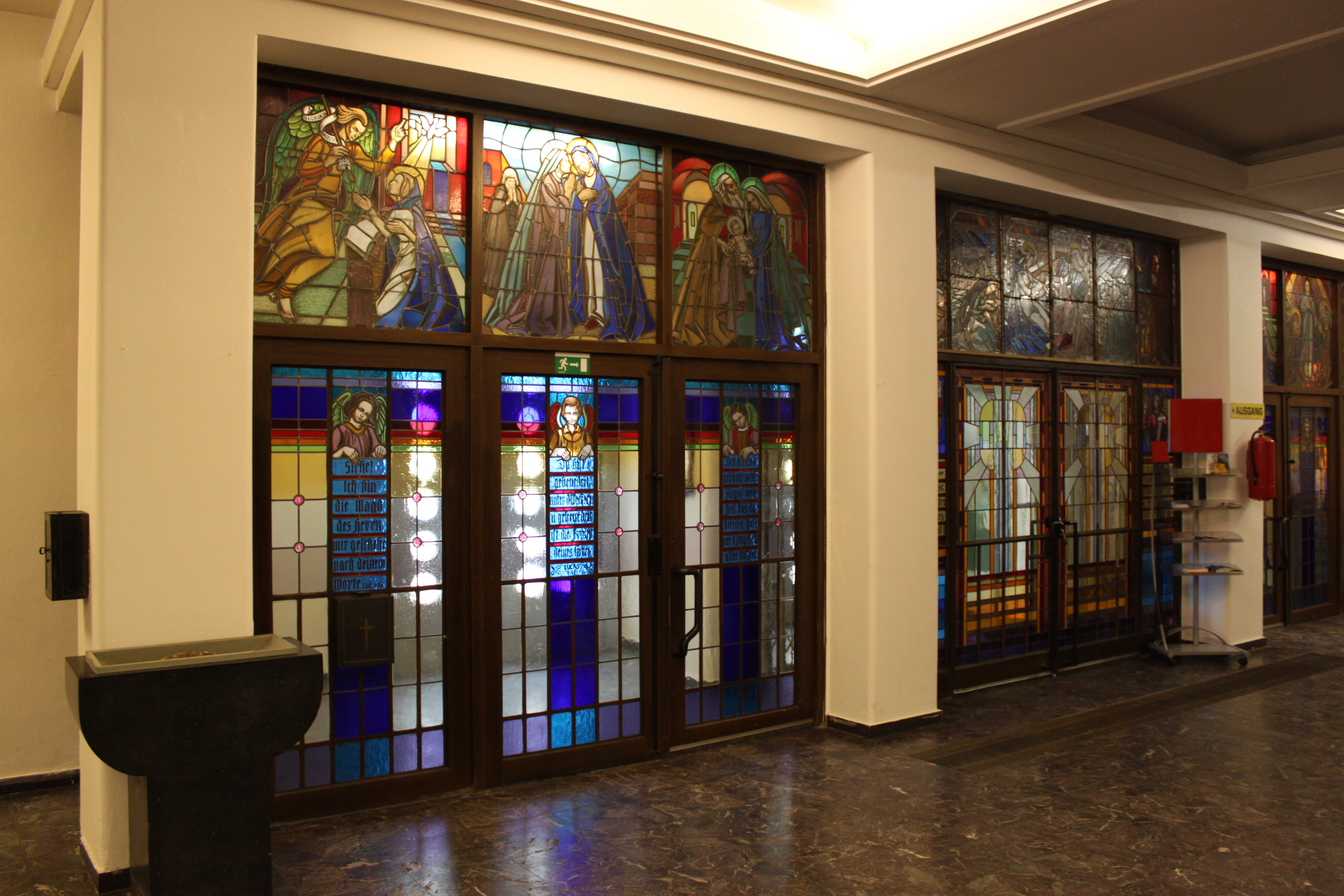
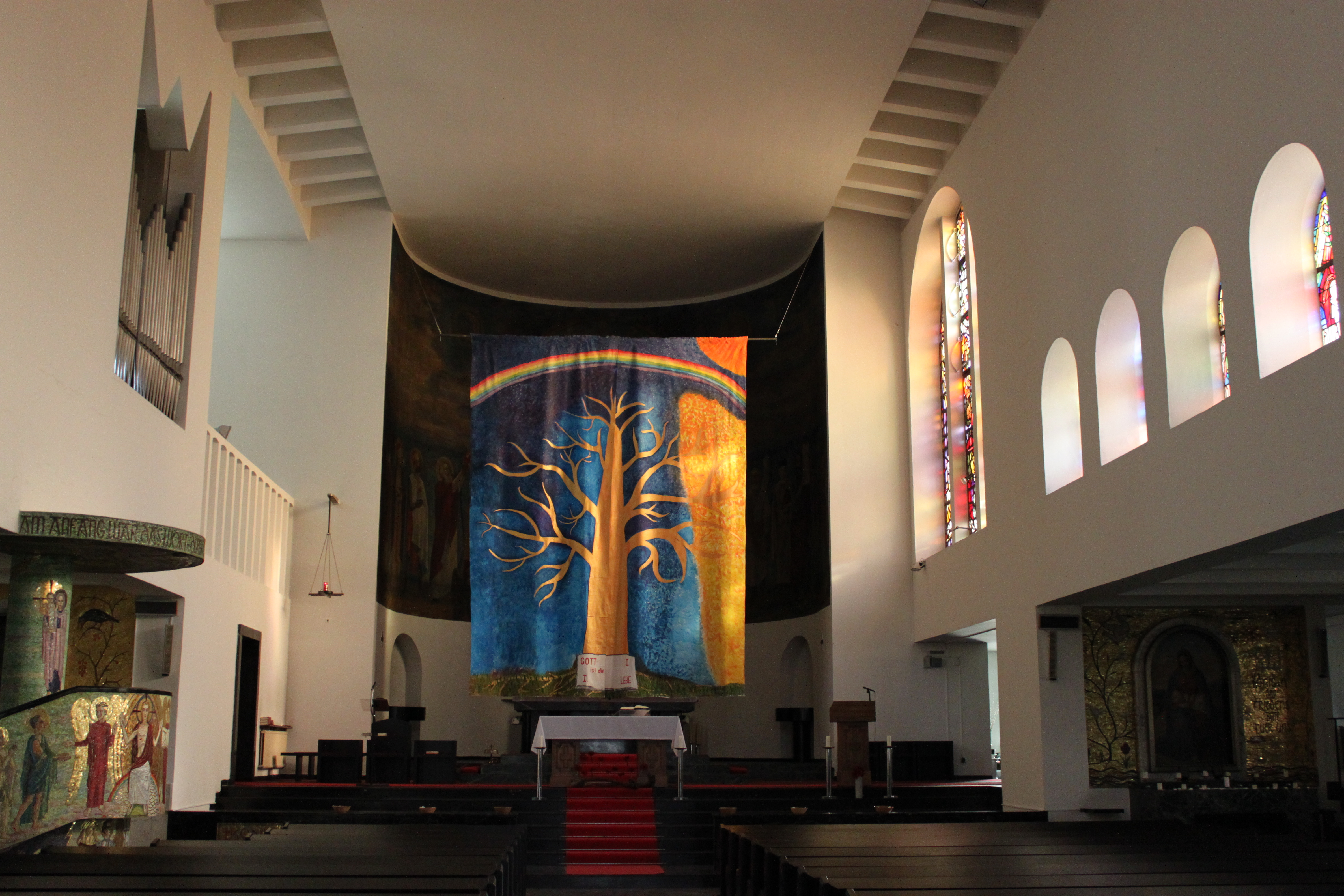
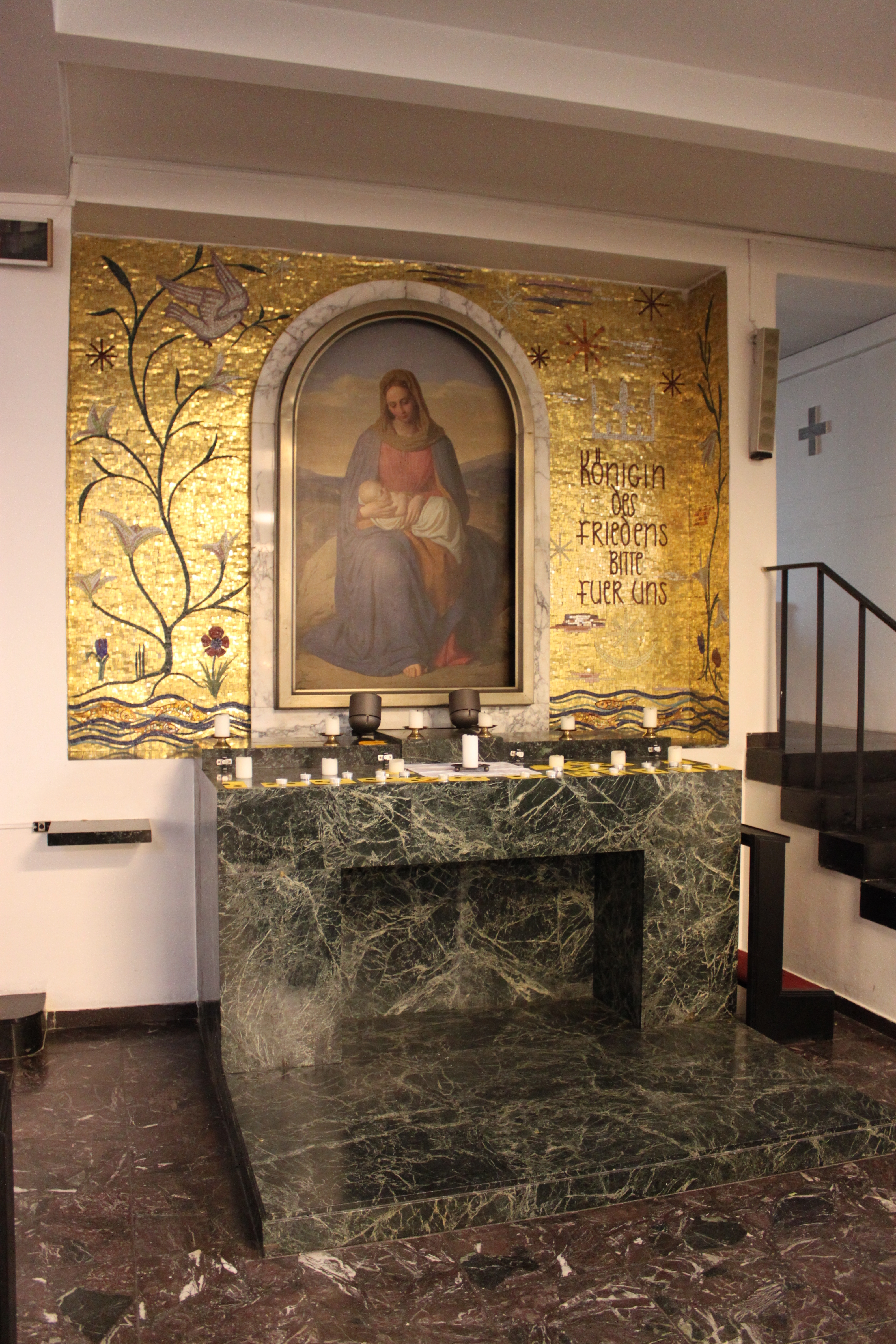
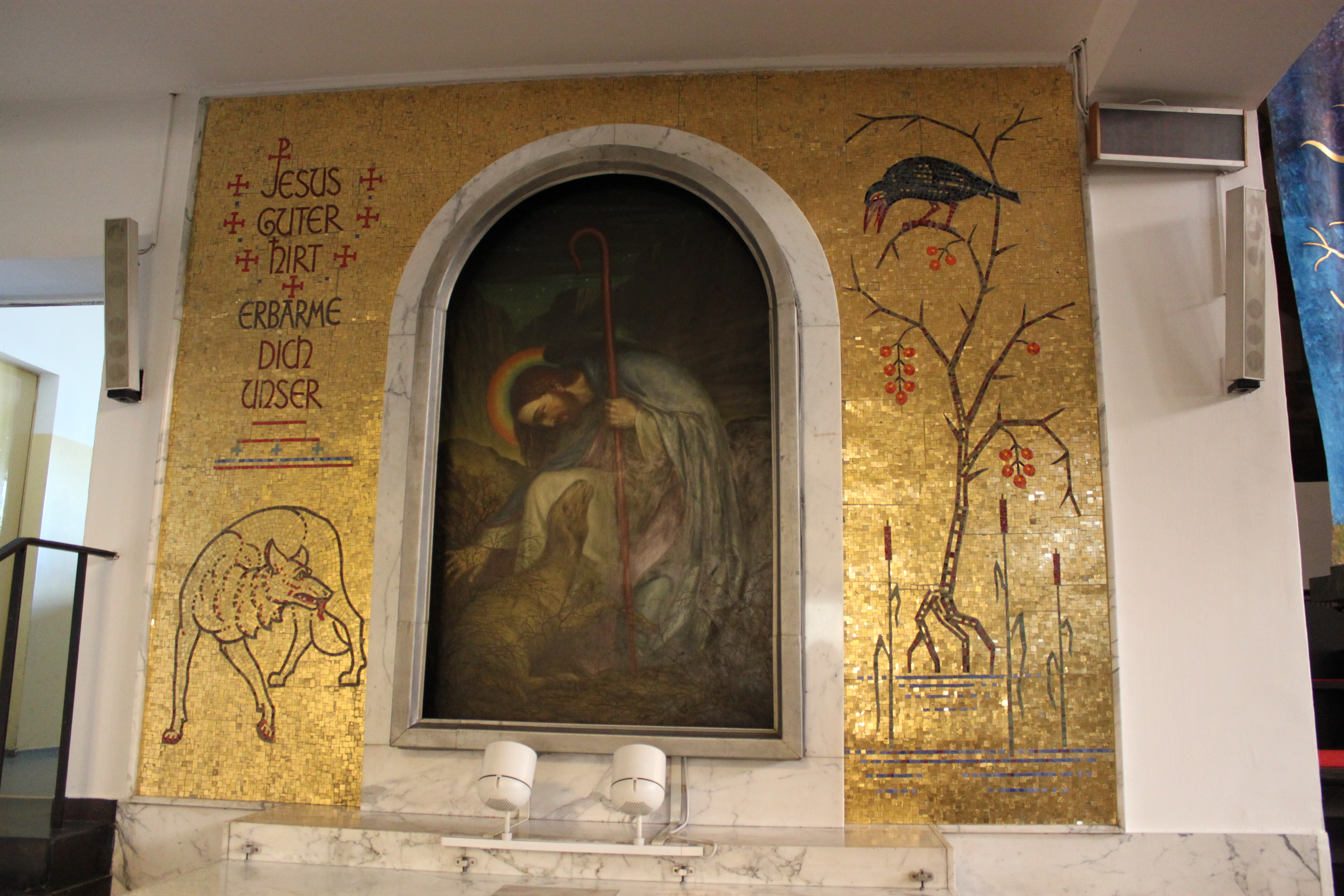
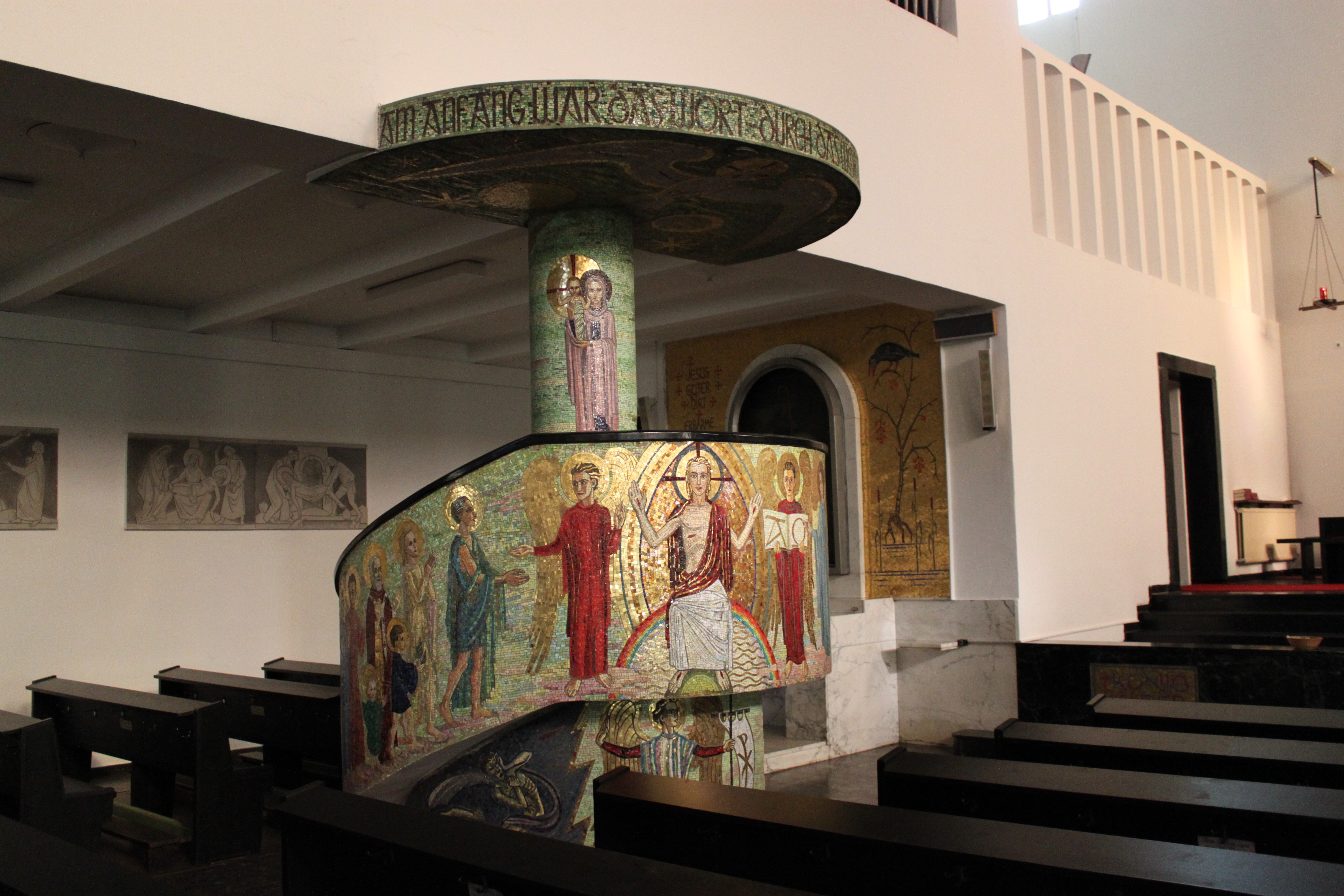

### Nr. 155–157: Terrassenhaus
2004/08 wurde auf einem Teil der ehemaligen Tarbuk-Gründe eine große neue und innovative Wohnhausanlage errichtet. Sie fällt durch ihre abwechslungsreiche Formgebung und intensive Farbgestaltung auf. Eine Gedenktafel erinnert an das ehemals dort ansässige das Viertel um 1900 prägende Großfuhrwerksunternehmen Weber (zwischenzeitlich gehörte das Gelände der Autohandelsfirma Tarbuk).

### Galerie

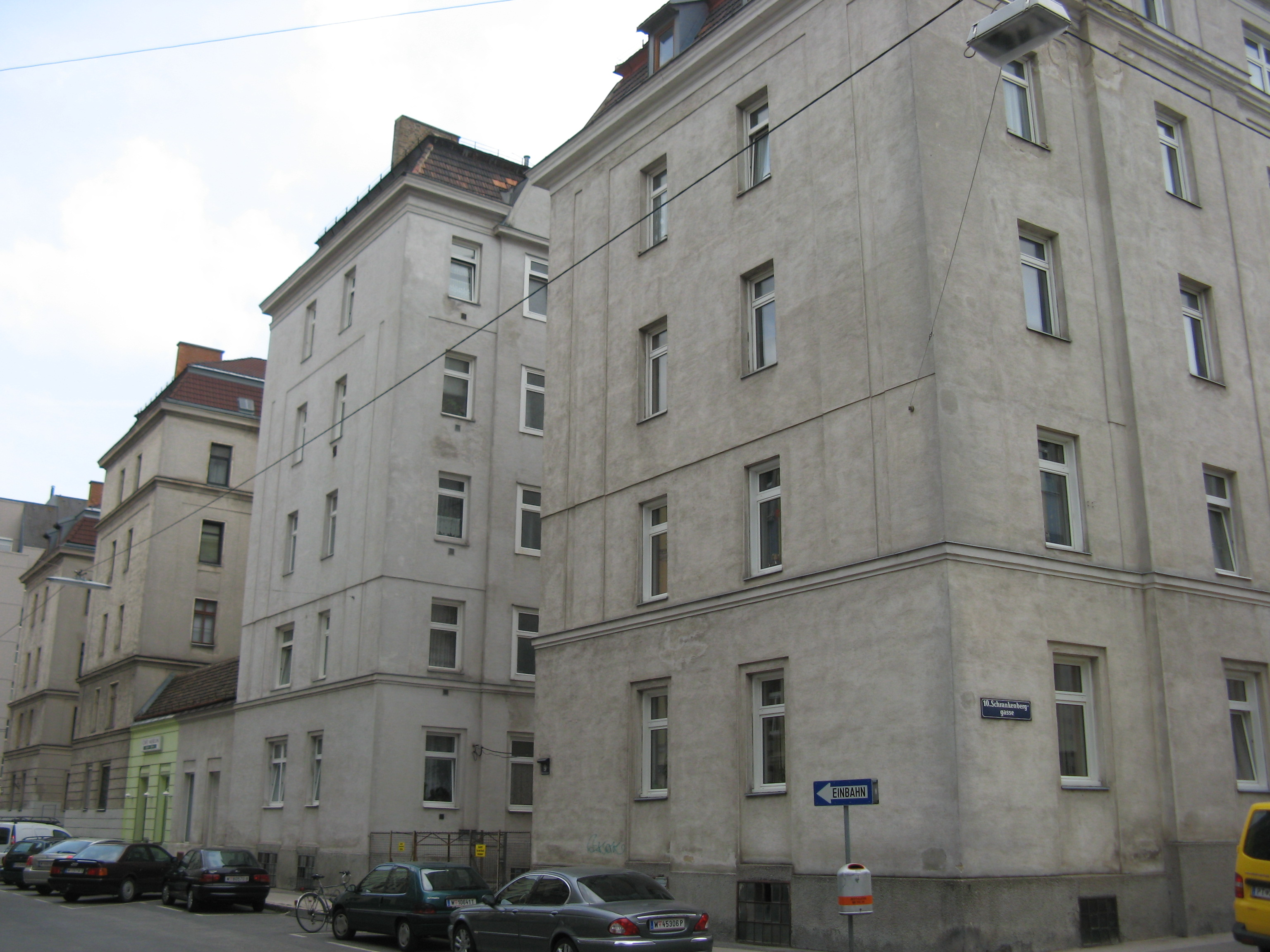
Buchengasse 7–9 (1912)
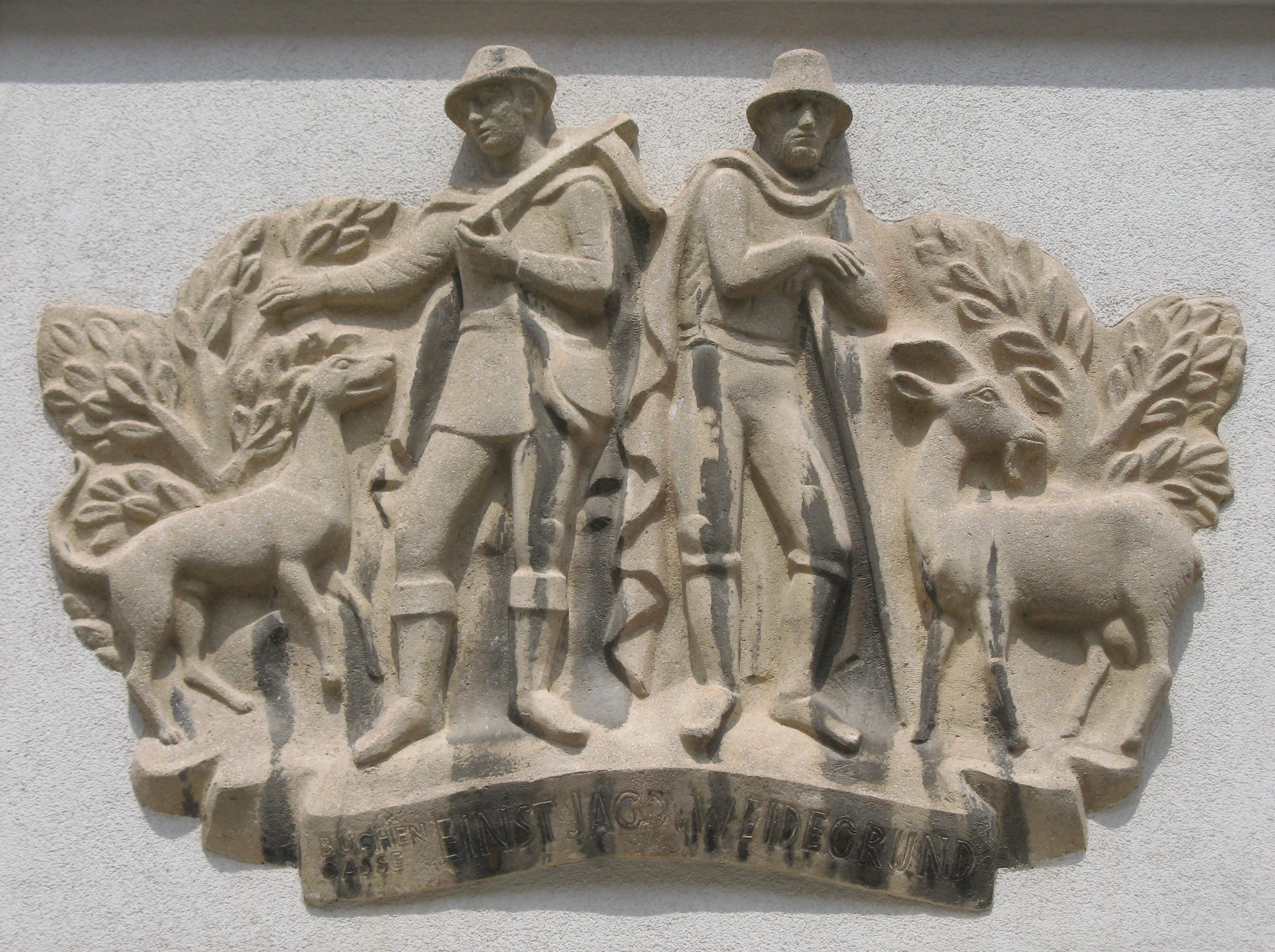
Buchengasse 30
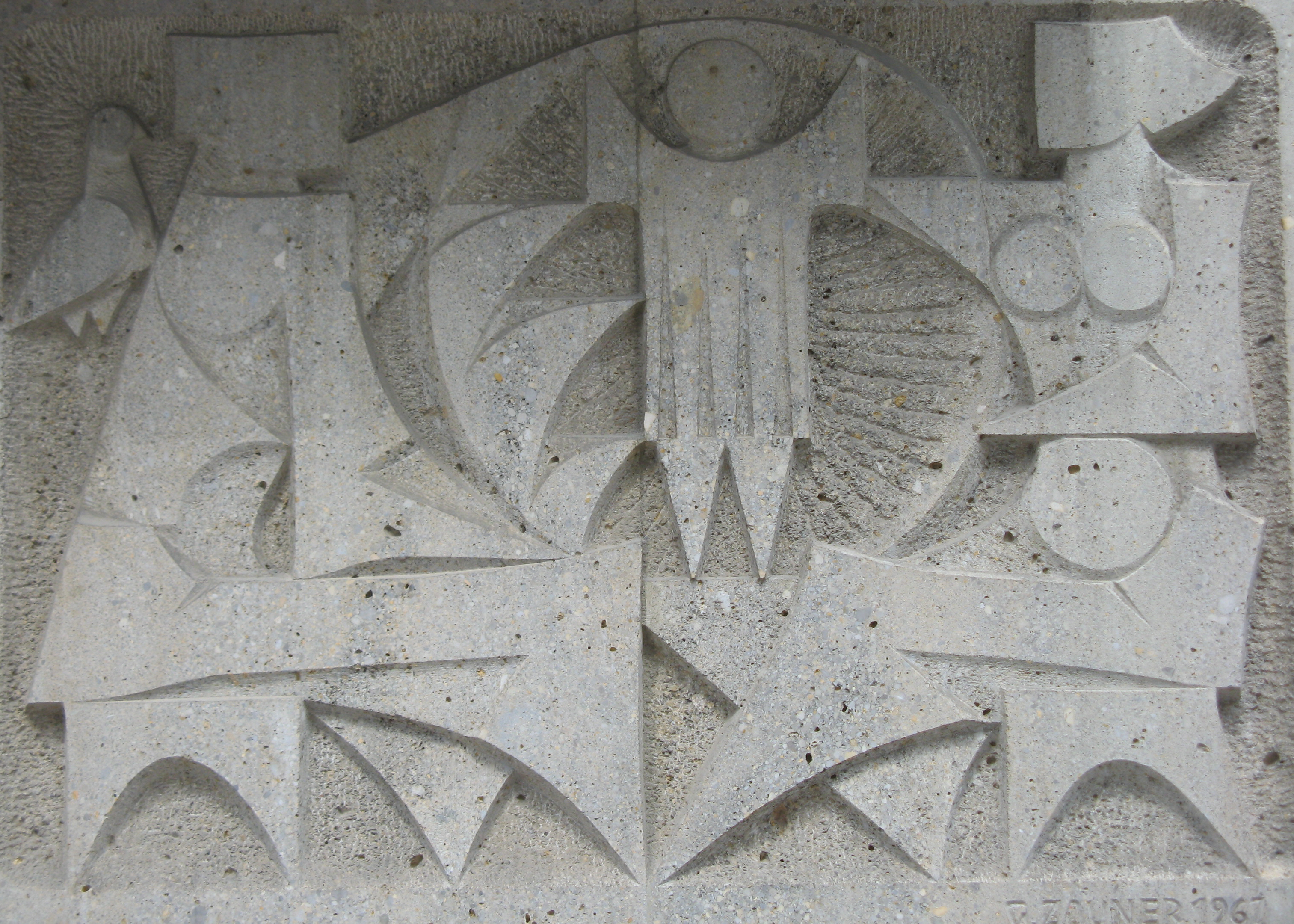
Buchengasse 42 (1967)
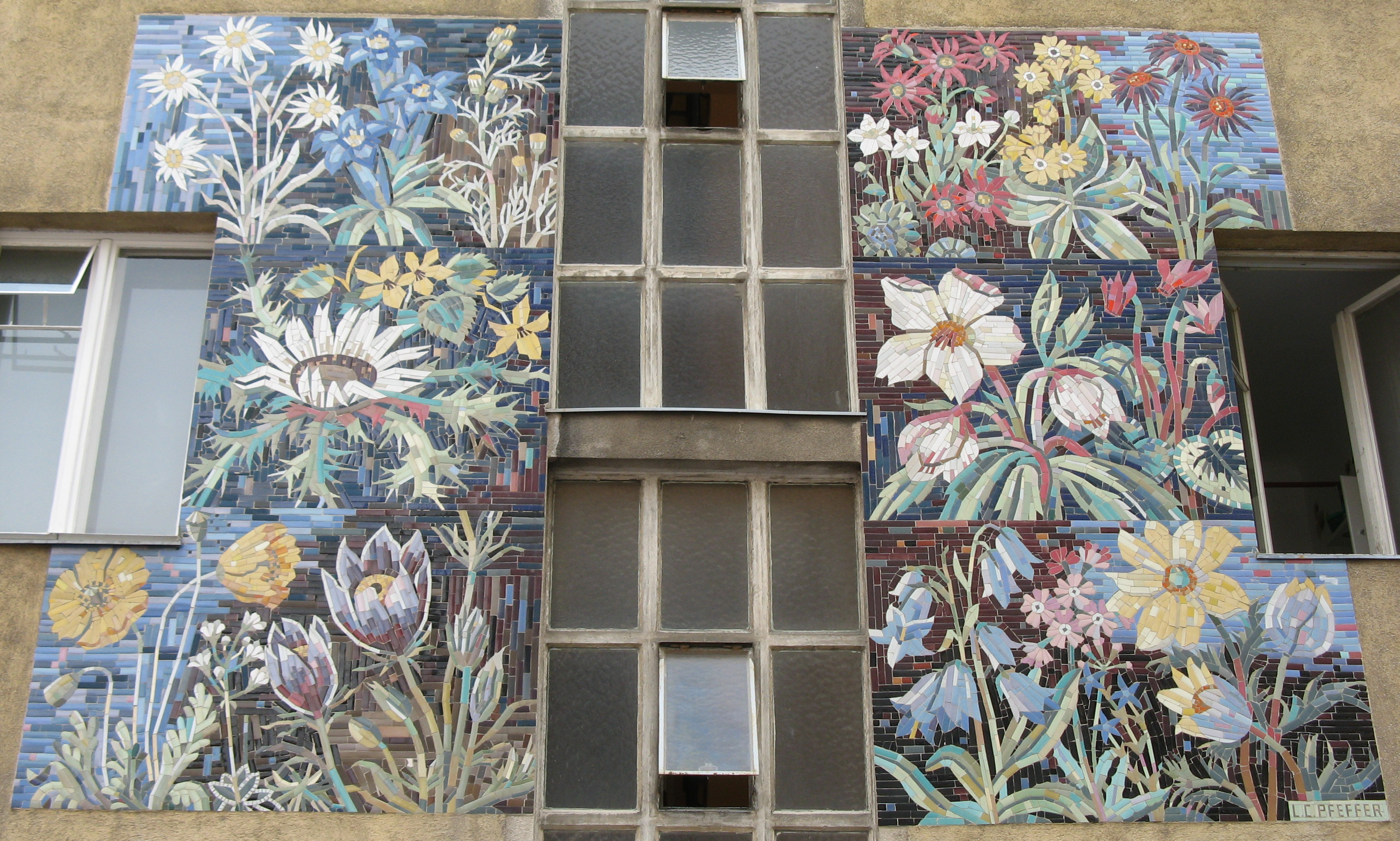
Buchengasse 61
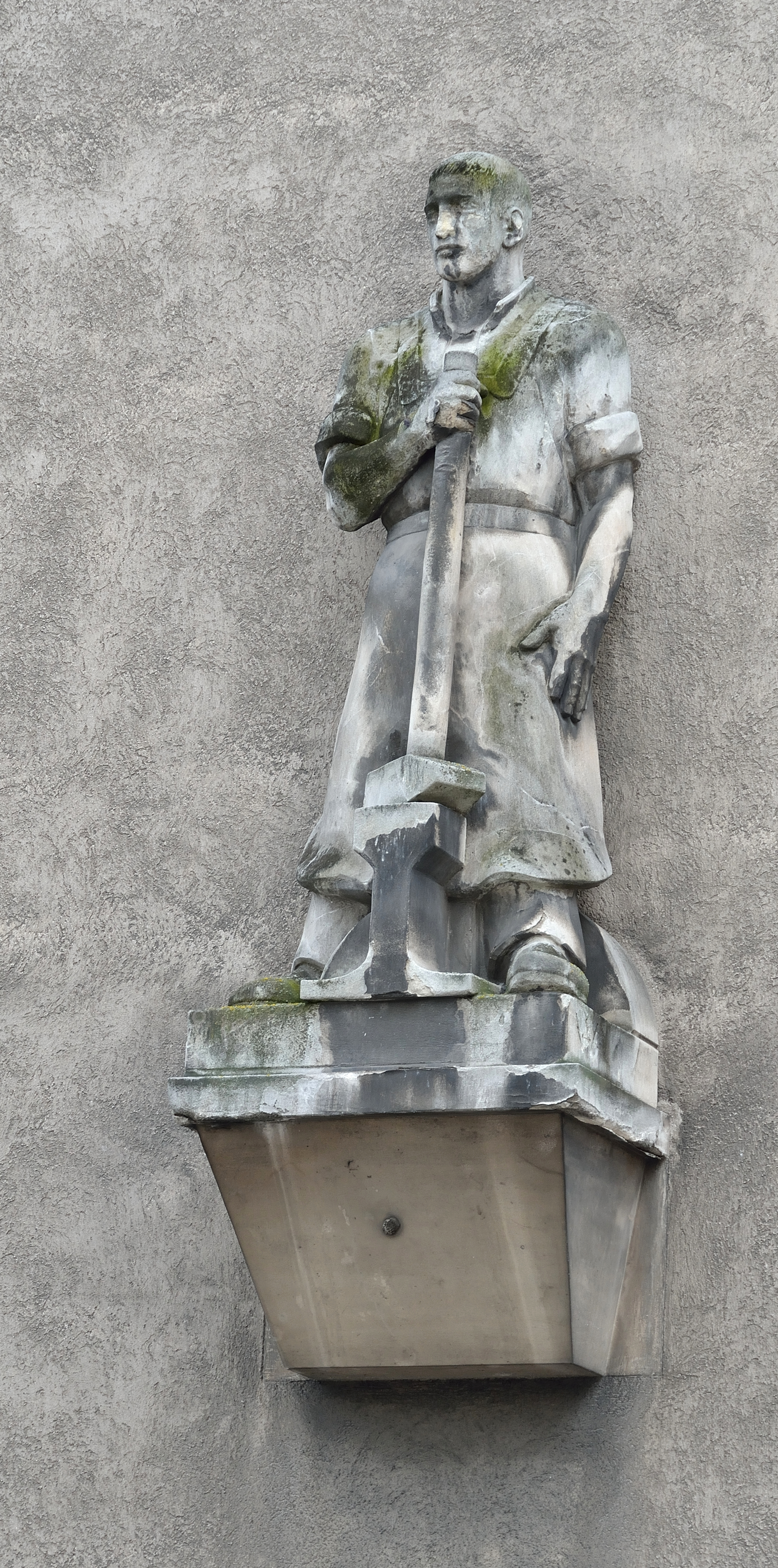
Buchengasse 65
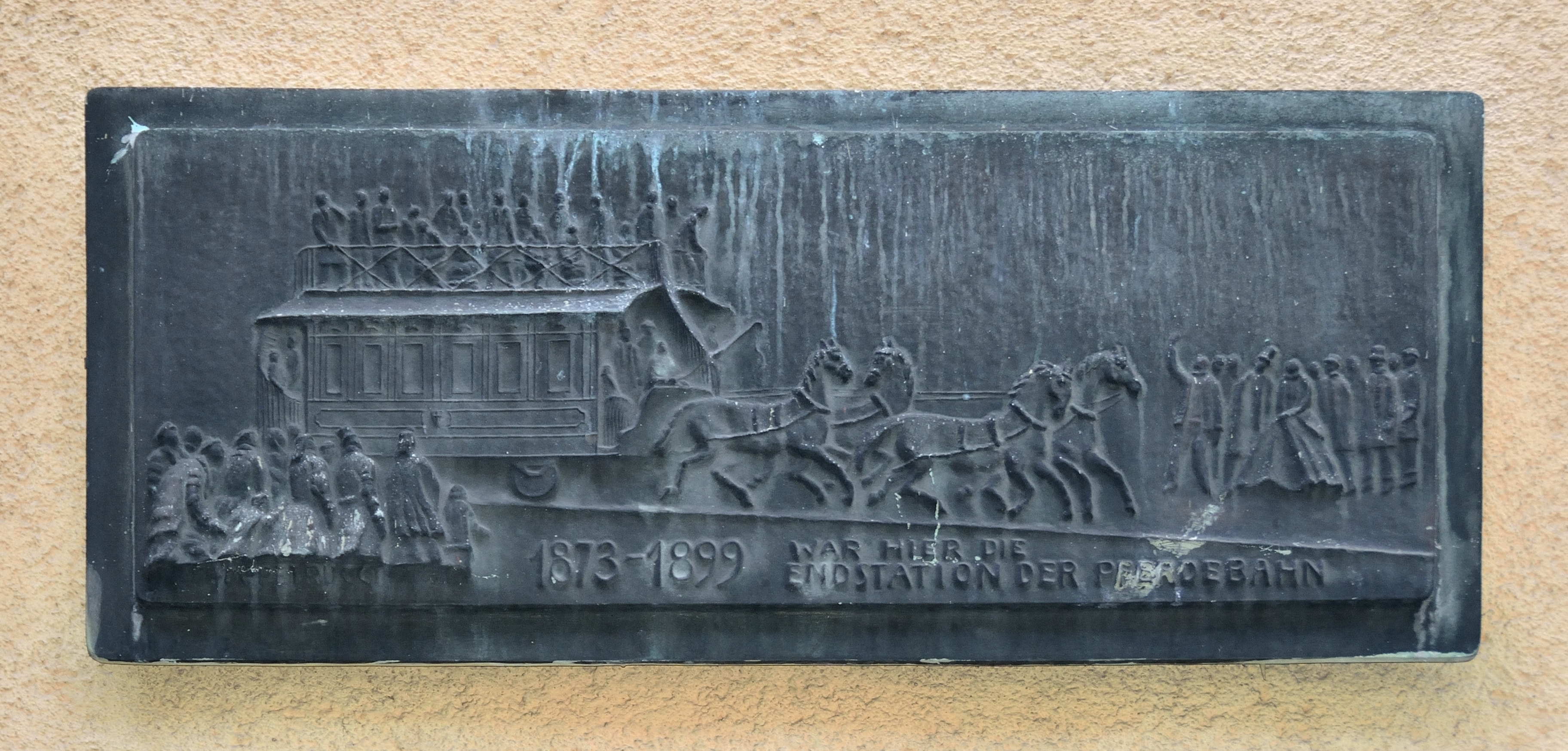
Buchengasse 66
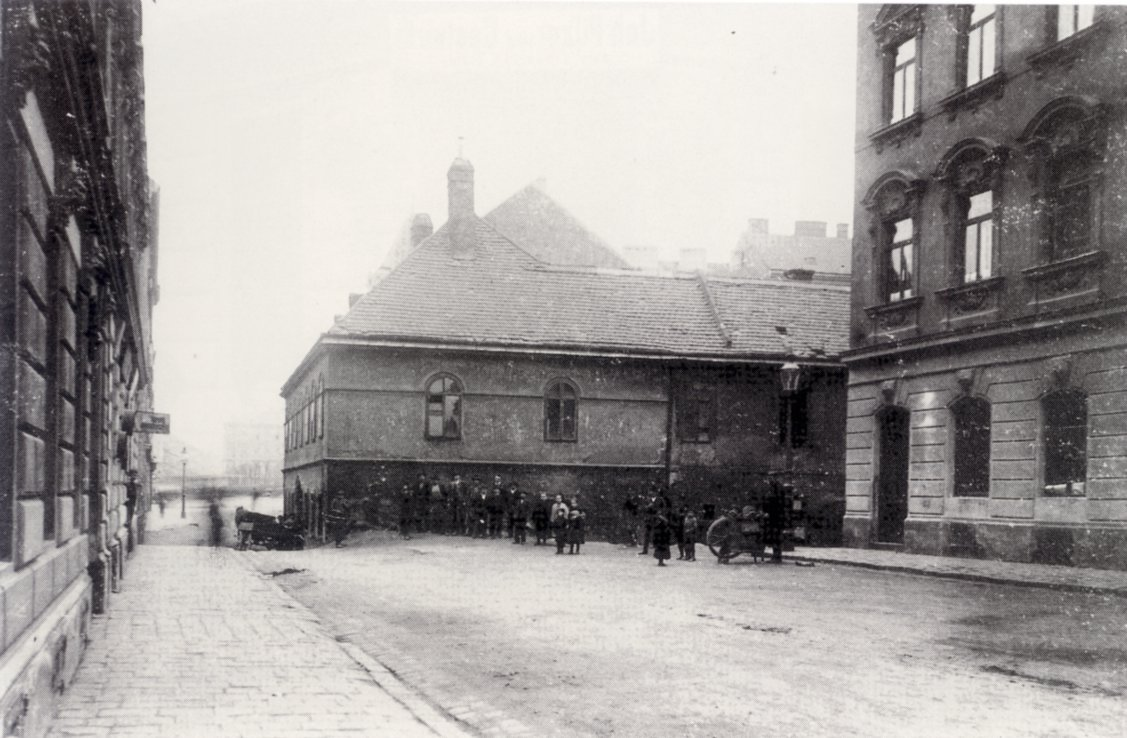
Buchengasse 67
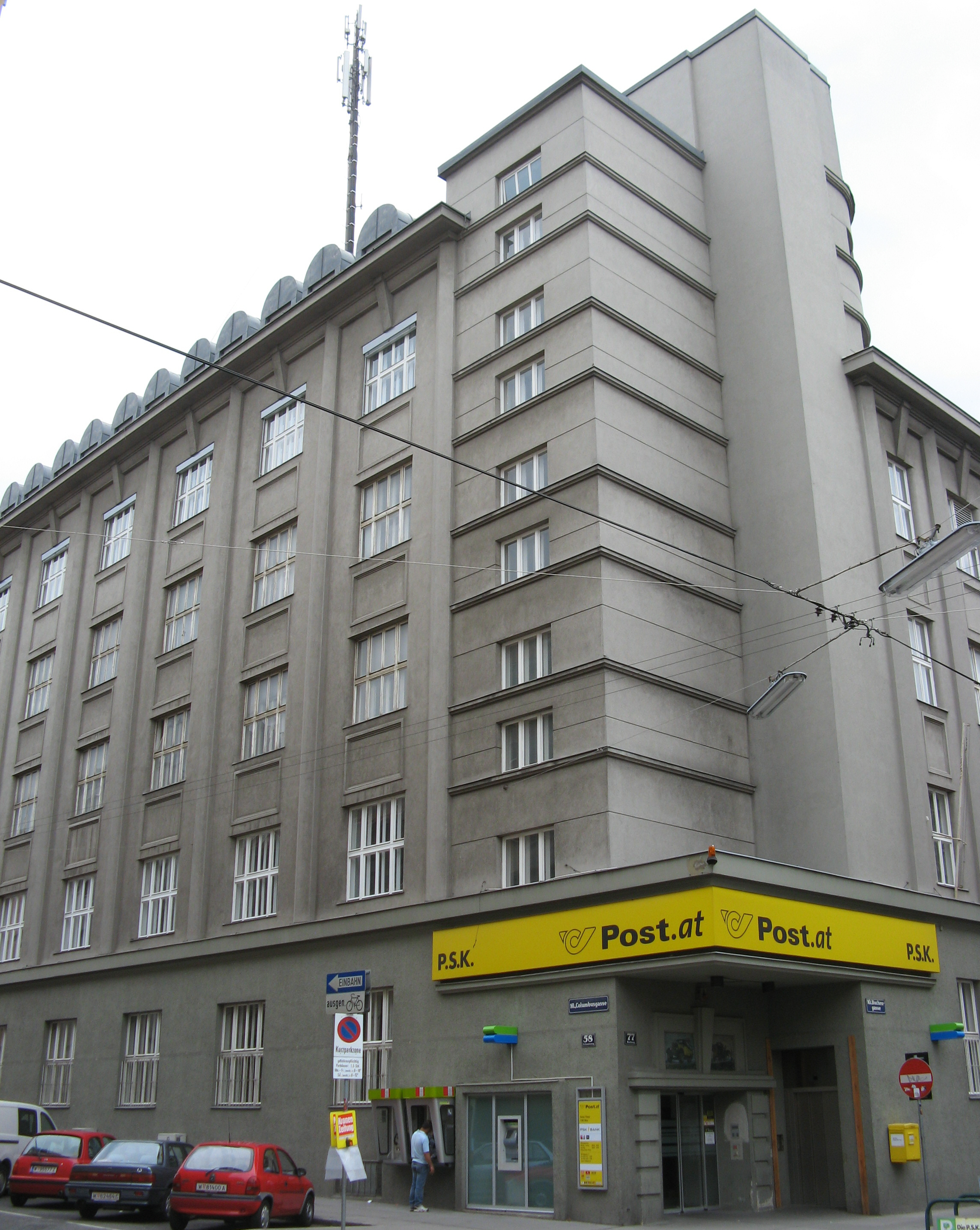
Buchengasse 77 (1928/29)
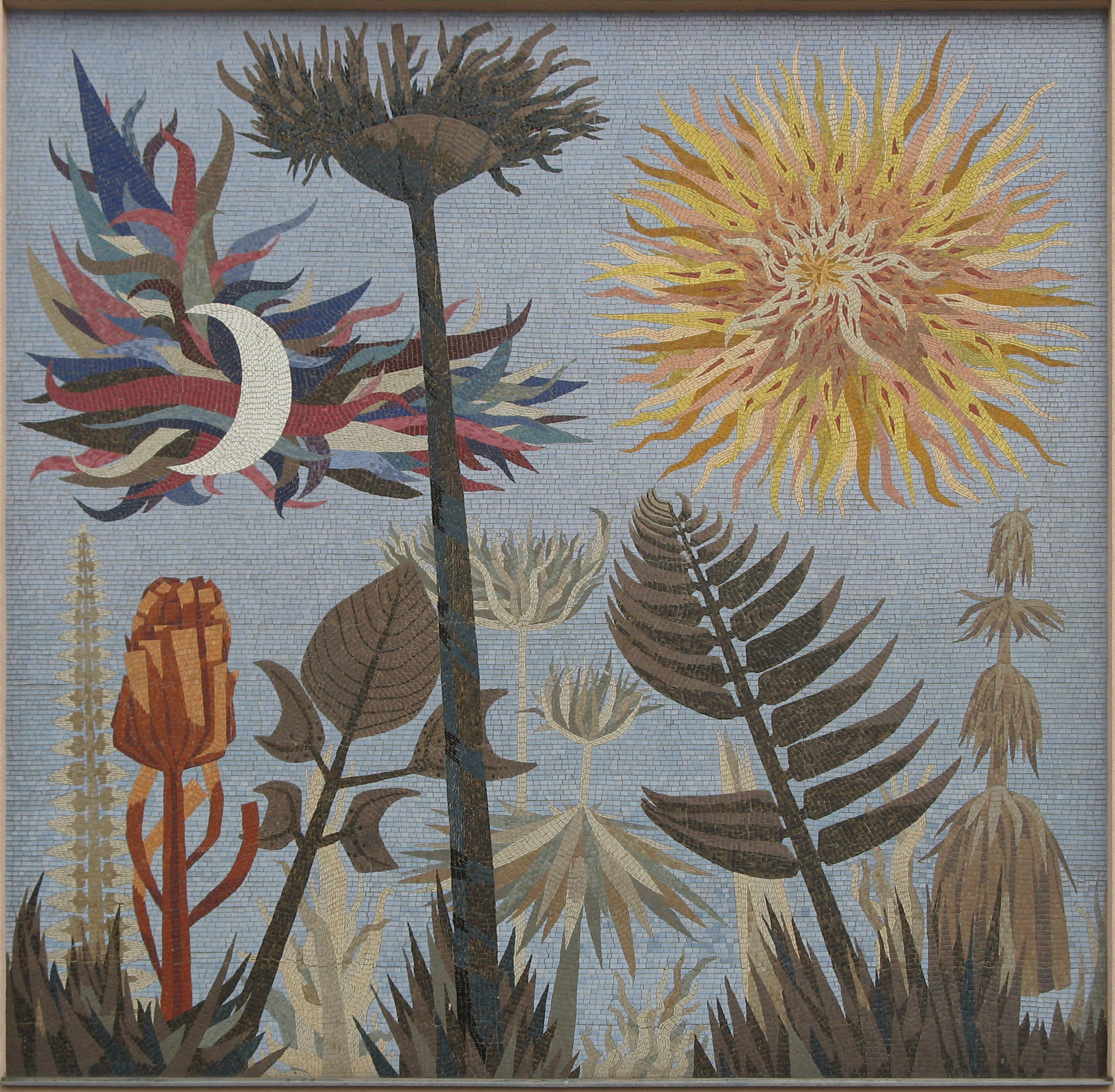
Buchengasse 139 (1958)
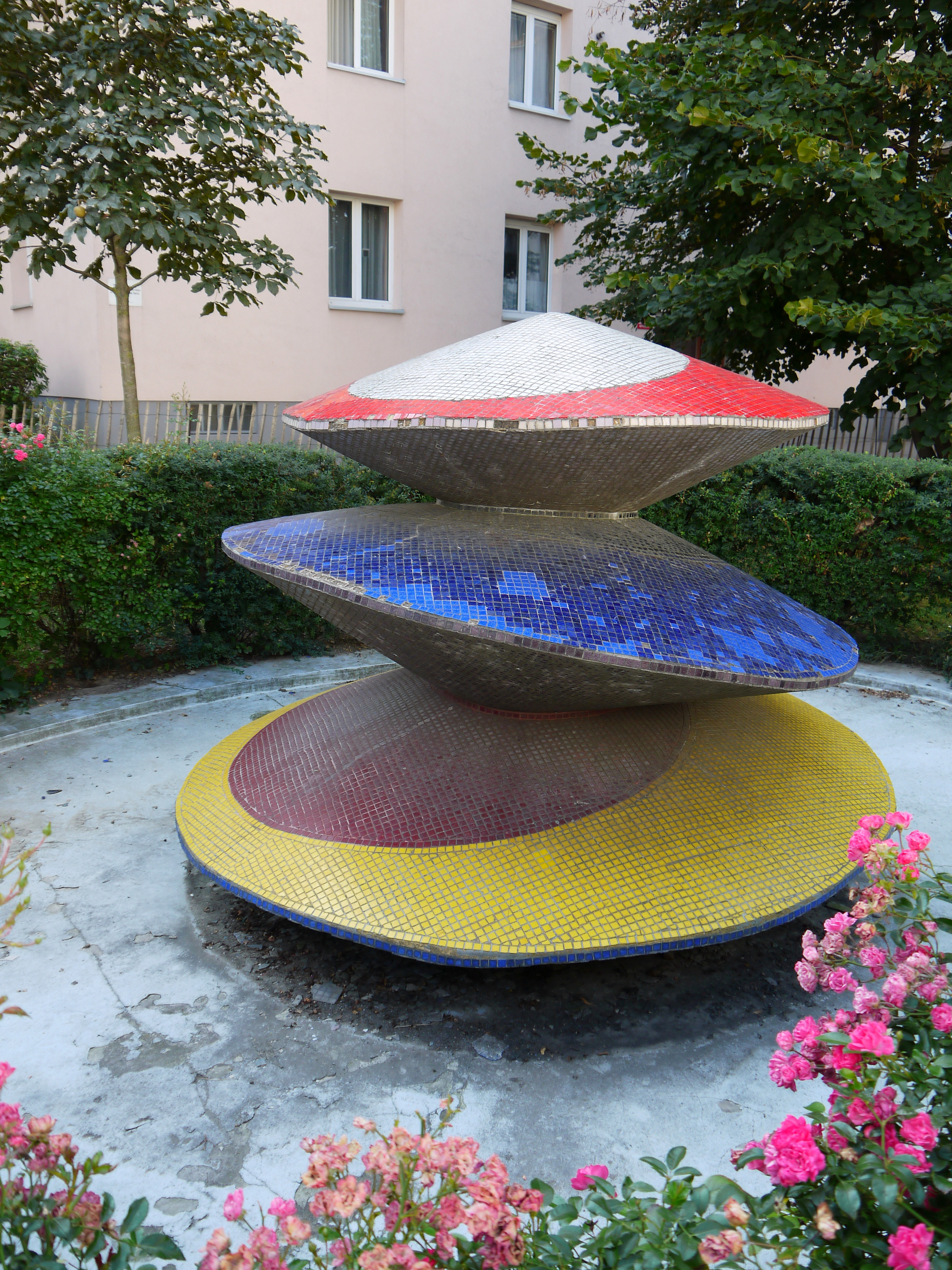
Buchengasse 141 (1959)
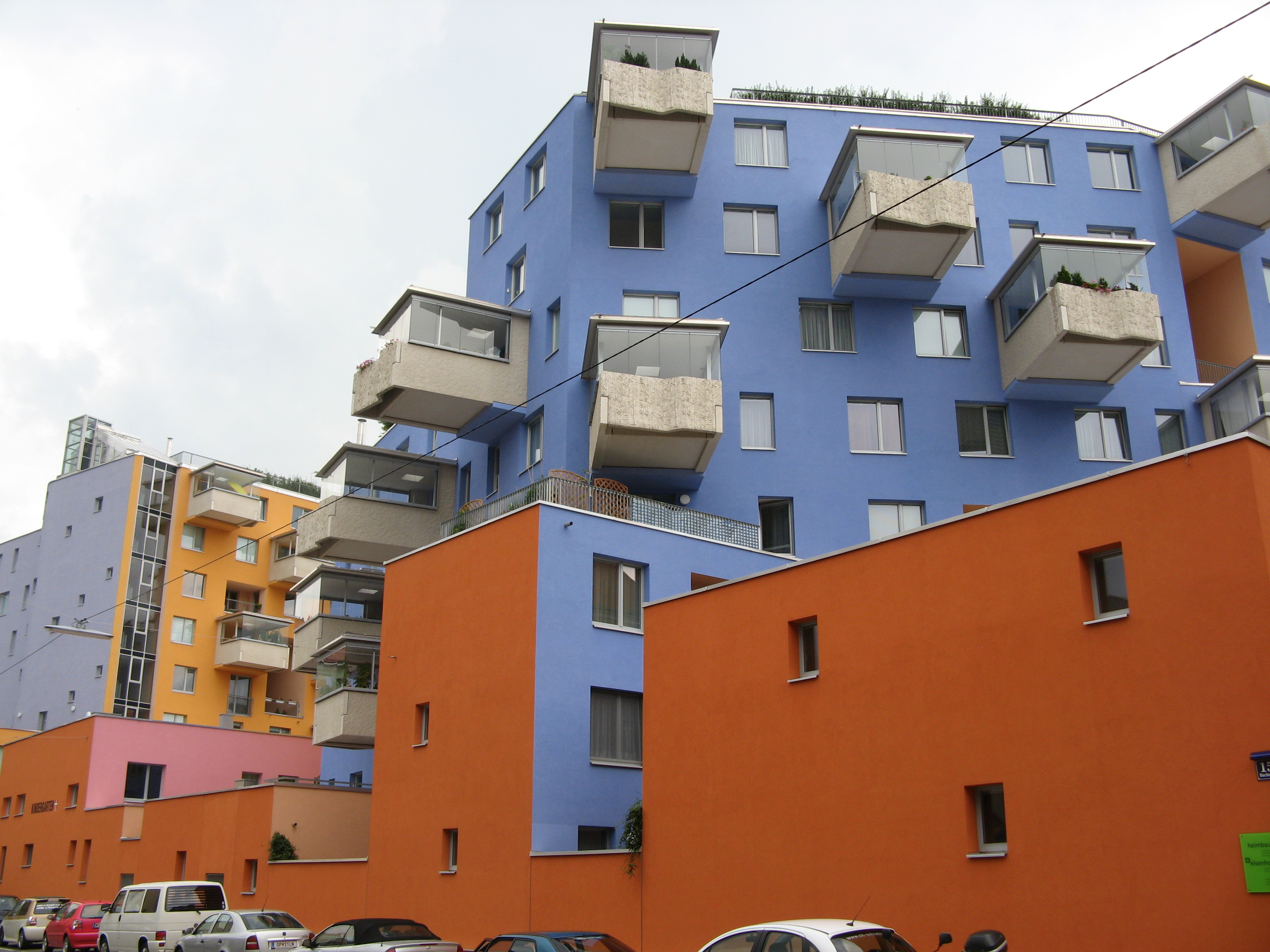
Buchengasse 155–157
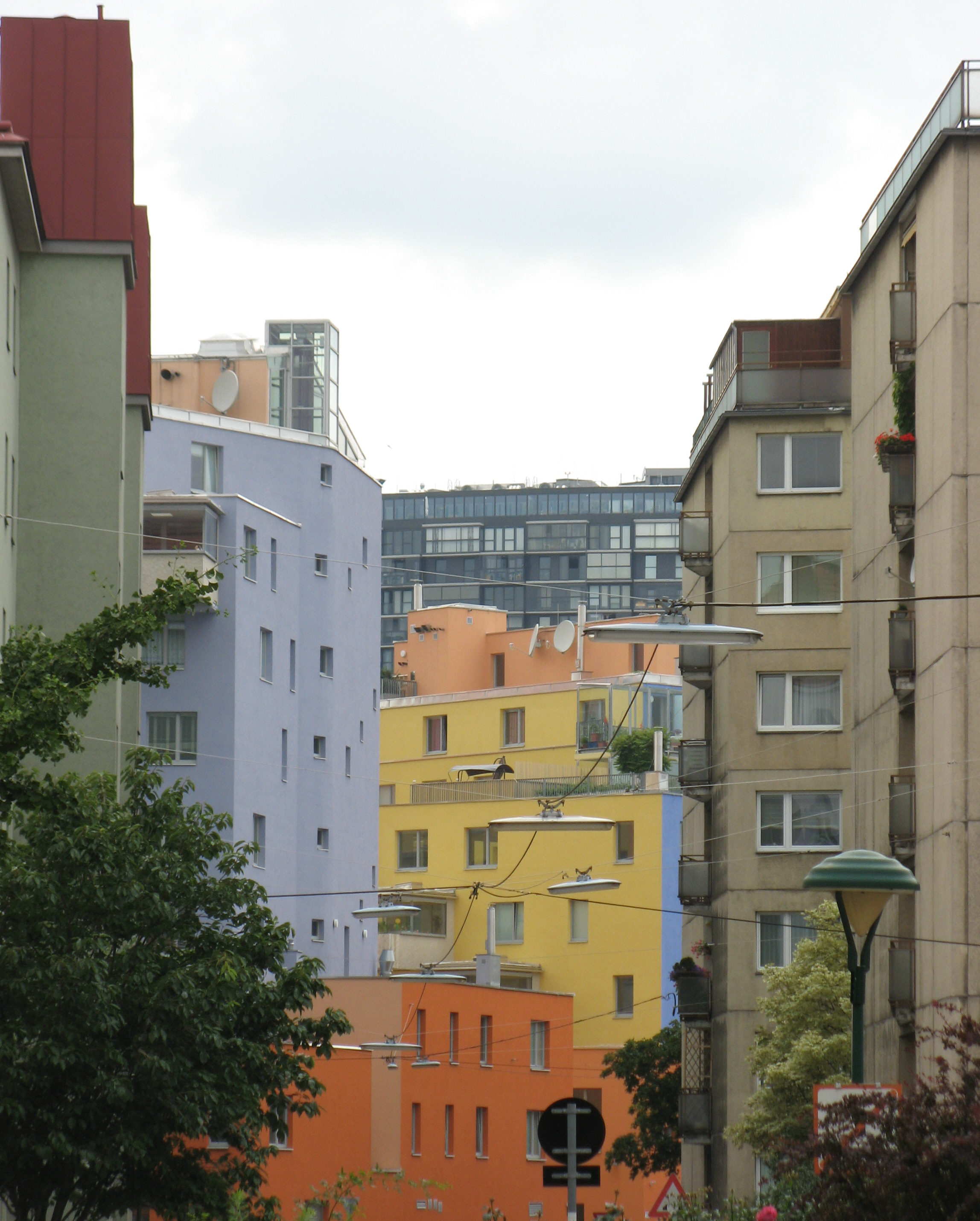
Buchengasse 155–157